# Bistum Magdeburg
Das Bistum Magdeburg (lateinisch Dioecesis Magdeburgensis) ist eine römisch-katholische Diözese, die 1994 errichtet wurde. Das Bistum umfasst außer Havelberg das gesamte Land Sachsen-Anhalt sowie Teilstücke des Landes Brandenburg und des Freistaates Sachsen. Mit dem Freistaat Thüringen und dem Land Niedersachsen bilden die jeweiligen Landesgrenzen die Bistumsgrenze. Das Bistumsgebiet entspricht damit in etwa den Regierungsbezirken Magdeburg und Merseburg der von 1815 bis 1945 bestandenen preußischen Provinz Sachsen sowie dem ehemaligen Freistaat Anhalt. Das Bistum Magdeburg ist ein Suffraganbistum der Kirchenprovinz Paderborn. Bischofskirche ist die Kathedral- und Propsteikirche St. Sebastian in Magdeburg. Kennzeichnend für das Bistum ist seine Extremsituation in der Diaspora.
Hervorgegangen ist das Bistum aus dem sogenannten Bischöflichen Amt Magdeburg, das selbst 1973 aus dem Erzbischöflichen Kommissariat Magdeburg hervorging, welches in der Zeit des Königreiches Westphalen 1811 unter Zusammenfassung der Elbe- und Saale-Departements (ungefähr die Gebiete des ehemaligen Erzbistums Magdeburg und des ehemaligen Bistums Halberstadt) als ein (Fürst-)Bischöfliches Kommissariat als Teil des Apostolischen Vikariates des Nordens errichtet sowie 1821 dem Bistum Paderborn eingegliedert wurde und dem sowohl 1921 das Apostolische Vikariat Anhalt als auch 1930 der preußische Regierungsbezirk Merseburg hinzugefügt worden war.
Das Bistum hat einen Etat von etwa 28 Millionen Euro pro Jahr, davon 15 Millionen aus Kirchensteuern, 6 Millionen aus anderen deutschen Diözesen und fünf Millionen aus Mitteln des Landes Sachsen-Anhalt.

## Wappen
Das Wappen des Bistums Magdeburg verbindet mit seinen Darstellungen die wechselvolle kirchliche Geschichte dieses Gebietes mit Glaubensaussagen, die die Kirche ihrem Auftrag gemäß bezeugt:
- Das rot-weiße Wappenfeld zeigt die Farben des 968 gegründeten und während der Reformation untergegangenen Erzbistums Magdeburg.
- Das gelbe Kreuz auf rotem Grund gibt das Wappen des Erzbistums Paderborn wieder, zu dem das Bistum Magdeburg von 1821 bis 1994 angehörte und dem es sich bis heute eng verbunden weiß.
- Zu den Wurzeln, aus denen eine Ortskirche lebt, gehören die Zeugnisse herausragender Christen und Heiliger der Region. Mit ihrem Glauben bezeugten sie, dass Gottes Licht auch in der Finsternis des Lebens leuchtet. Auch heute hat die Kirche den Auftrag, in Wort und Tat zu verkünden, dass Gott jedem Menschen für immer Frieden, Heil und Glück schenken will. Die Sonne, umgeben von dunkler Nacht, ist dafür ein Sinnbild.
- Wie „lebendiges“, sauberes Wasser für das menschliche Leben unverzichtbar ist, so ist Christus notwendig für das Heil der Welt. Wo Wasser unter Steinen hervortritt, da ist das Leben. Und wo Leben ist, da ist Hoffnung. Menschen, die an Christus glauben, können selbst zur Quelle für andere werden. In diesem Dienst steht die Kirche.

## Geschichte

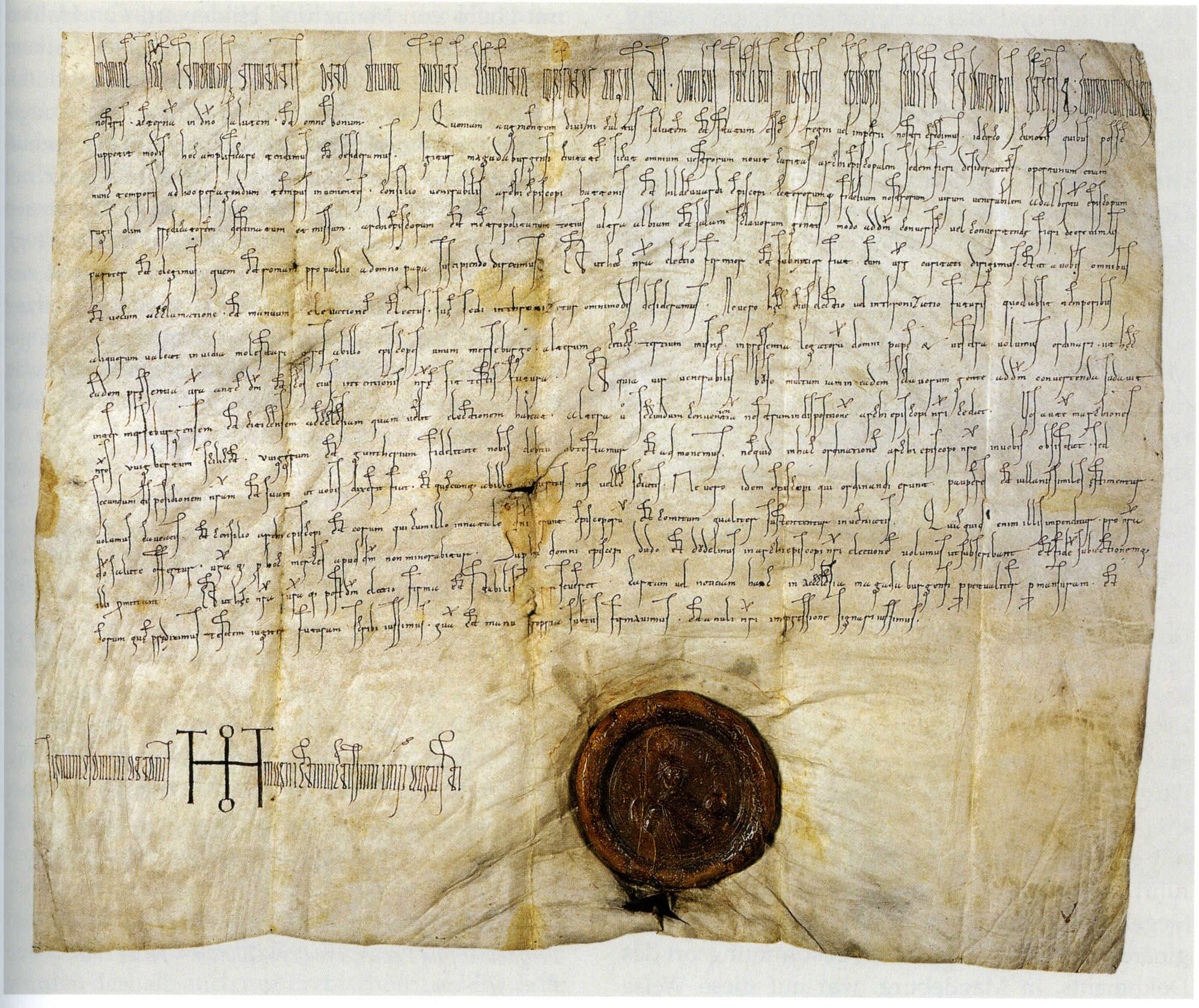
Verkündigung der Errichtung eines Erzbistums zu Magdeburg und deren Übertragung an Adalbert, 968

### Das (ehemalige) Erzbistum Magdeburg
Auf der Synode von Ravenna im Jahre 967 erreichte der römisch-deutsche König Otto I. die Zustimmung Papst Johannes XIII. zur Erhebung Magdeburgs zum Erzbistum. Im März 968 konnte Otto den Beschluss der Synode umsetzen. Das Erzbistum Magdeburg wurde aus Gebieten der Diözesen Halberstadt und Merseburg geschaffen. Mit der Inthronisation von Erzbischof Adalbert zu Weihnachten 968 in der neuen Kathedrale, dem Magdeburger Dom, galt das Erzbistum als endgültig errichtet. Das Bekenntnis von Erzbischof Sigismund zur neuen reformatorischen Lehre 1561 läutete das Ende des Erzbistums ein. Im Westfälischen Frieden von 1648 wurde das Erzbistum aufgelöst und das Territorium des Erzstifts Magdeburg – also der weltliche Besitz des Erzbischofs von Magdeburg, welches dann von evangelischen Administratoren verwaltet wurde – als erbliches Herzogtum Magdeburg dem Kurfürstentum Brandenburg zugesprochen. Diese Bestimmung trat nach dem Tode des letzten Administrators Herzog August von Sachsen-Weißenfels im Jahre 1680 in Kraft.

### Ausgangslage
Das heutige Bistum Magdeburg umfasst in der Hauptsache die Gebiete des mittelalterlichen Erzbistums Magdeburg sowie der mittelalterlichen Bistümer Halberstadt und Merseburg, aber auch Gebietsanteile des mittelalterlichen Erzbistums Mainz sowie der mittelalterlichen Bistümer Verden, Havelberg, Brandenburg, Meißen und Naumburg-Zeitz, die mit Ausnahme von Mainz und einem Rest-Teil von Meißen, der zeitweiligen „Apostolischen Administratur des Bistums Meißen in den Lausitzen“, in der Reformation untergingen.
Der Westfälische Frieden von 1648 ermöglichte es durch seine Bestimmungen über die Normaljahre 1624 und 1627, dass in den beiden evangelischen Territorien der ehemaligen Bistümer Magdeburg und Halberstadt 17 katholische Klöster bestehen blieben:
1. Adersleben (Zisterzienserinnen)
2. Badersleben (Augustinerinnen)
3. Hadmersleben (Benediktinerinnen)
4. Halberstadt St. Andreas (Franziskaner)
5. Halberstadt St. Burchard (Zisterzienserinnen)
6. Halberstadt St. Johann (Augustiner)
7. Halberstadt St. Katharina (Dominikaner)
8. Halberstadt St. Nikolaus (Dominikanerinnen)
9. Halberstadt St. Ursula (Cellitinnen)
10. Hamersleben (Augustiner)
11. Hedersleben (Zisterzienserinnen)
12. Huysburg (Benediktiner)
13. Althaldensleben (Zisterzienserinnen)
14. Egeln (Zisterzienserinnen)
15. Groß Ammensleben (Benediktiner)
16. Magdeburg (Zisterzienserinnen)
17. Meyendorf (Zisterzienserinnen)

Um diese Klöster einer bischöflichen Gewalt, d. h. einer geistlichen Zuständigkeit zuzuordnen, unterstellte der Papst diese ab 1650 der Jurisdiktion des Nuntius in Köln und mit der 1667 erfolgten Bildung eines eigenen Apostolischen Vikariats, das sich später Apostolisches Vikariat des Nordens oder auch Apostolisches Vikariat der Nordischen Missionen nannte, 1669 zusätzlich diesem Vikariat.
Im Zuge der Säkularisation wurden die 16 übriggebliebenen katholischen Klöster, das Cellitinnenkloster in Halberstadt war bereits vorher aufgelöst worden, in den nunmehr preußisch gewordenen Territorien Halberstadt (5 Klöster) und Magdeburg (11 Klöster) aufgrund der Bestimmungen des Reichsdeputationshauptschlusses vom 25. Februar 1803 aufgehoben. Die diesen Klöstern inkorporierten Pfarreien blieben jedoch weiter bestehen: 1.) Althaldensleben, 2.) Neustadt / Magdeburg, 3.) Meyendorf, 4.) Groß Ammensleben, 5.) Egeln, 6.) Adersleben, 7.) Halberstadt St. Andreas 8.) Halberstadt St. Katharina und Barbara, 9.) Huysburg, 10.) Hamersleben, 11.) Badersleben, 12.) Hadmersleben und (etwas später) 13.) Hedersleben.
Dazu kamen später noch vier Pfarreien, die in diesem Gebiet im 18. Jahrhundert aus Missionen für die Seelsorge an Studenten und Soldaten entstanden waren: 1.) Halle (1808), 2.) Stendal (1810), 3.) Burg (1815) und 4.) Aschersleben (1821).

### Die Errichtung des Bischöflichen Kommissariats Magdeburg
Das kurzzeitige Bestehen des Königreichs Westfalen (1805–1813) und den von diesem im Gegensatz zum Königreich Preußen proklamierten religiösen Freiheiten unter König Jerome Bonaparte (1784–1860) schufen die Voraussetzungen für die Errichtung des Fürstbischöflichen Kommissariats für das Elbe-Saale-Departement mit dem Distrikt Helmstedt. Am 7. Oktober 1811 unterstellte der Apostolischen Vikar der Nordischen Missionen, Franz Egon von Fürstenberg (1789–1825), dem als Fürstbischof von Paderborn und Hildesheim dieses Amt anvertraut worden war, diesem Fürstbischöflichen Kommissariat die anerkannten alten Kloster- bzw. nunmehrigen Missionspfarreien. – Mit dem Tod von Bischof Franz Egon von Fürstenberg endete schließlich die Ära der Paderborner Fürstbischöfe, deren Hochstift bereits 1802 durch den Einmarsch preußischer Truppen säkularisiert worden war und nun nur als Bistum Paderborn weiterbestand.
Der Begriff Kommissariat und nicht Delegatur – wie die dem Breslauer Fürstbischöfen unterstellte Delegatur Berlin – wurde deshalb gewählt, um in Anlehnung an die alten Kommissariate die Paderborner Tendenz erkennen zu lassen, dieses Gebiet einmal als ordentliches Diözesangebiet dem Bistum beizufügen. Ein Bischöflicher Kommissar ist schließlich im Allgemeinen ein Geistlicher, der kraft Stellvertretung oder Delegation mit der Vornahme bestimmter Aufgaben hoheitlicher Hirtengewalt (Rechtsprechung oder Verwaltung) betraut wird.
Mit der Errichtung des Kommissariats wurde zugleich der letzte, seit 1802 amtierende Prior des Benediktinerklosters Huysburg – und dann der erste Pfarrer, der nach der 1804 erfolgten Aufhebung des Klosters weiter bestehenden Pfarrei – Carl van Eß (auch: Karl van Ess) erster Kommissar (1811–1824). Er hatte von allen Kommissaren bis 1949 die größtmöglichen, u. a. auch bischöfliche Fakultäten und innerkirchliche Befugnisse inne, die die Paderborner Kirchenverwaltung jedoch bei seinen Nachfolgern wieder systematisch einschränkte bzw. nicht mehr vergab.
Eine Regelung der Jurisdiktion betreffs der Katholiken südlich und östlich von Halle/Saale (außerhalb des Saale-Elbe-Departement, dem späteren Regierungsbezirk Merseburg) erfolgte dabei nicht; eine seelsorgliche Betreuung fand aber nach wie vor „caritativ“ durch Paderborn bzw. Magdeburg oder Halle statt.
Nach dem Tod von Carl van Eß folgte in das Amt des Kommissars der neue Pfarrer der Pfarrei Huysburg, sein Ordensbruder P. Placidus Behrens (1824–1828).
Aufgrund der Ernennung des Magdeburger Pfarrers Georg Konrad Delecker zum Bischöflichen Kommissar (1828–1833) kam der Sitz des Kommissariats zum ersten Mal nach Magdeburg, wobei laut Verordnung der Regierung Magdeburg die Kommissariatsakten am 22. Januar 1828 von der Huysburg in die Regierungshauptstadt gebracht werden mussten. Auf Wunsch der königlichen Regierung zu Magdeburg wurde schließlich der Sitz des Kommissariats unter Kommissar Johannes Liborius Ernst (1833–1846) endgültig nach Magdeburg transferiert, nachdem dieser – zuvor Pfarrstelleninhaber der Huysburg – am 10. Februar 1835 zum Pfarrer der katholischen Altstadt-Pfarrei St. Marien am Magdeburger Kloster Unserer Lieben Frau installiert worden war. Seitdem blieb das Amt des Bischöflichen Kommissars an die Magdeburger Pfarrstelle gebunden, die durch Bischof Konrad Martin (1856–1879) 1859 mit dem Titel einer Propstei ausgezeichnet und 1878 an die nahe dem Magdeburger Dom gelegene St.-Sebastian-Kirche überwiesen wurde. Spätestens seit 1835 ist dieses Kirchengebiet das Bischöfliche Kommissariat Magdeburg.
Als Pröpste, die zugleich Kommissare waren, wirkten Christoph Beckmann (seit 1846 als Pfarrer und Kommissar / als Propst ab 1859 bis 1873), Christian Loeffler (1873–1889), Kaspar Friedrich Brieden (1889–1901), Franz Schauerte (1901–1909), Heinrich Knoche (1909–1924), Petrus Legge (1924–1932), Heinrich Winkelmann (1933–1943) und Wilhelm Weskamm (1943–1951/ab 1949 Weihbischof).

### Bischöfliches Kommissariat Magdeburg im Bistum Paderborn
Am 16. Juli 1821 erfolgte durch die Bulle De salute animarum eine Neuordnung der kirchlichen Verhältnisse in den preußischen Gebieten. Dabei wurde das Fürstbischöfliche Kommissariat für das Elbe-Saale-Departement aus dem Apostolischen Vikariat des Nordens herausgenommen und durch eine Real- und Personalunion mit dem preußischen Bistum Paderborn verbunden. Der braunschweigische Distrikt Helmstedt blieb dabei außen vor, denn in ihrem Streben nach völliger Souveränität beanspruchten die Herrscherhäuser die Einsetzung einer landsässigen Hierarchie und duldeten keine ausländische Jurisdiktion.
Wie schon 1811 kam es aber auch jetzt zu keiner Jurisdiktions-Regelung der mit dem Wiener Kongress 1815 an Preußen abgetretenen ehemals kursächsischen Gebiete des dann so genannten Regierungsbezirks Merseburg. Gegen eine weiterhin bestehende Pastoration durch Paderborn bzw. Magdeburg erhoben sich jedoch weder von Rom noch seitens des Staates Einwendungen. Allgemein schien dann dieser Status präsumiert und hieraus eine rechtliche Vereinigung mit Paderborn irrig gefolgert worden zu sein. – Eine rechtlich einwandfreie Lösung schuf erst das Preußenkonkordat vom 14. Juni 1929.
Gemäß einer Verfügung des Magdeburger Bischöflichen Kommissars Delecker, der von den ihm unterstellten Pfarreien die Kommunikanten-Register anforderte, befanden sich demzufolge 1830 folgende Pfarreien im Bischöflichen Kommissariat: 1.) Hamersleben, 2.) Huysburg, 3.) Badersleben, 4.) Halberstadt/St. Andreas, 5.) Halberstadt/St. Katharinen, 6.) Adersleben, 7.) Aschersleben, 8.) Hadmersleben, 9.) Stendal, 10.) Groß Ammensleben, 11.) Althaldensleben, 12.) Meyendorf, 13.) Egeln, 14.) Burg, 15.) Magdeburg.

### Das Apostolische Vikariat Anhalt und seine Zuordnung zum Bischöflichen Kommissariat Magdeburg
Für die Geschichte des Bischöflichen Kommissariats bedeutsam, konvertierte der aus der Nebenlinie stammende Köthen-Pleß stammende Friedrich Ferdinand, welcher 1818 in die Nachfolge der Herrscherlinie Anhalt Köthen trat, mit seiner Frau Julie, Gräfin von Brandenburg, am 24. Oktober 1825 in Conflans, in der dortigen Kapelle des Erzbischofs von Paris, zum katholischen Glauben. In deren Folge erhob Papst Leo XII die bisherige Missionsstation Köthen am 17. Mai 1826 zur Pfarrei, welche das ganze Herzogtum Anhalt-Köthen umfasste. Damit einher wurde das Herzogtum Köthen aus dem Apostolischen Vikariat der Nordischen Missionen ausgegliedert und zu einem eigenen „Apostolischen Vikariat Anhalt / Anhalt-Köthen“ umgewandelt. Ein Statusbericht von 1824 weist für die anhaltischen Herzogtümer gerade einmal gut 300 Katholiken auf: Bernburg (42), Dessau (107) mit Aken, Köthen und Wittenberg (96) sowie Zerbst (45).
Mit dem weiteren Anwachsen der Katholikenzahlen in den anhaltischen Ländern bestimmte schließlich Papst Gregor XIV. am 3. August 1834, dass nun nicht mehr nur die Katholiken von Anhalt-Köthen, sondern auch die Katholiken von Anhalt-Bernburg und Anhalt-Dessau der Gerichtsbarkeit des Apostolischen Nuntius in München unterstellt sein sollten. Ab jetzt handelte es sich um das ganzheitliche Apostolische Vikariat Anhalt, obwohl dieser Rechtsakt einseitig erfolgt war und von den beiden anhaltischen Ländern längere Zeit nicht anerkannt wurde. Durch einen weiteren einseitigen Rechtsakt der Nuntiatur in München wurde das Apostolische Vikariat Anhalt 1862 schließlich als Landesdekanat Anhalt mit 4 Pfarreien gebildet: 1.) Bernburg, 2.) Dessau, 3.) Köthen und 4.) Zerbst; erst 1901 erhielten diese Pfarreien dann auch ihre staatliche Anerkennung.
Die bisher dem Apostolischen Nuntius in München unterstellten Pfarreien des Landes Anhalt wurden schließlich am 17. März 1868 dem Bischof von Paderborn anvertraut, indem die jeweiligen Bischöfe von Paderborn zu Administratoren des Apostolischen Vikariats Anhalt ernannt wurden. Allerdings war das Apostolische Vikariat Anhalt mit Paderborn nur durch Personalunion verbunden, es verblieb weiterhin Missionsland und unterstand damit der Propagandakongregation in Rom.
Erst nach Ende des Ersten Weltkriegs mit der einhergehenden Abschaffung der Monarchie im Deutschen Reich konnte der Heilige Stuhl nach Zustimmung durch den anhaltischen Ministerpräsidenten als Leiter des Staatsministeriums und nach Zustimmung des anhaltischen Landtags das Apostolische Vikariat Anhalt als Dekanat Dessau mit dem 1. März 1921 endgültig dem Bistum Paderborn eingliedern, welches das Dekanat aufgrund seiner Lage dem Bischöflichen Kommissariat Magdeburg zuordnete.

### Die Gründung neuer Gemeinden infolge der Industrialisierung
Die neue Zuckerrübenindustrie in der Magdeburger Börde zog ab 1850 katholische Eichsfelder und ab 1885 katholische Polen und Schlesier als Landarbeiter und Schnitter (Saisonarbeiter) in diesen Raum.
Bischof Konrad Martin (1856–1879) führte dann auch für die Provinz Sachsen die Dekanatsverfassung ein. Er errichtete am 23. April 1867 im Bischöflichen Kommissariat neben dem Dekanat Magdeburg die Dekanate Halberstadt und Egeln sowie noch im gleichen Jahr auch das Dekanat Stendal.
Dekanat Egeln: 1.) Aschersleben, 2.) Calbe/Saale, 3.) Egeln mit der Bahrendorf, 4.) Hadmersleben, 5.) Hamersleben mit Hötensleben, 6.) Meyendorf, mit Wanzleben, 7.) Staßfurt. (Calbe/Saale kam später an das Dekanat Magdeburg; Hamersleben an das Dekanat Halberstadt)
Dekanat Halberstadt: 1.) Adersleben, 2.) Badersleben, 3.) Halberstadt – St. Andreas, 4.) Halberstadt – St Katharinen, 5.) Hedersleben, 6.) Huysburg, 7.) Oschersleben, 8.) Quedlinburg.
Das Dekanat Magdeburg umfasste zunächst die Pfarreien: 1.) Burg, 2.) Gardelegen, 3.) Groß Ammensleben, 4.) Haldensleben II, 5.) Magdeburg Altstadt, 6.) Magdeburg Neustadt, 7.) Magdeburg Sudenburg mit der Missionsvikarie Magdeburg-Südwest, 8.) Salzwedel, 9.) Stendal, wovon wenige Monate später die Altmark-Pfarreien herausgelöst wurden und das
Dekanat Stendal bildeten: 1.) Gardelegen, 2.) Salzwedel, 3.) Stendal.
Einen herben Einschnitt brachte der von dem ersten Reichskanzler des Zweiten Deutschen Reiches, Otto von Bismarck (1871–1890), gegen die katholische Kirche betriebene Kulturkampf mit sich, der es zwischen 1873 und 1884 zu keinen und erst nach dessen Beendigung wieder zu Gemeindeneugründungen kommen ließ. Die Zahl der Kirchengemeinden des Bischöflichen Kommissariats Magdeburg erhöhte sich bis 1914 auf 99.
Die in Paderborn vom 10. bis 13. Oktober 1922 unter Bischof Kaspar Klein (1920–1941) stattfindende Diözesansynode fasste den Beschluss, die Dekanate Halberstadt und Egeln derart zu teilen, um daraus das Dekanat Oschersleben entstehen zu lassen.
Das Dekanat Oschersleben konnte jedoch erst am 1. Dezember 1924 errichtet werden: 1.) Oschersleben, 2.) Hamersleben, 3.) Hötensleben mit den Filialen Völpke und Sommerschenburg, 4.) Hadmersleben mit der Filiale Klein-Oschersleben, 5.) Meyendorf mit den Filialen Wanzleben, Eilsleben und Klein-Wanzleben.
Als äußeres Zeichen für die Erstarkung katholischen Lebens im Magdeburger Gebiet fand vom 5. bis 9. September 1928 der 67. Deutsche Katholikentag in Magdeburg statt, an dem auch der Apostolische Nuntius Eugenio Pacelli, der spätere Papst Pius XII., teilnahm. Es war das erst Mal seit Bestehen von Katholikentagen ab 1848, dass eine solche Veranstaltung in einem ausschließlichen Diasporagebiet stattfand.

### Erzbischöfliches Kommissariat Magdeburg im Erzbistum Paderborn
Das Preußenkonkordat vom 14. April 1929, durch die Bulle Pastoralis officii nostri vom 13. August 1930 in Vollzug gesetzt, errichtete die Mitteldeutsche Kirchenprovinz. Das Bistum Paderborn stieg dadurch zum Erzbistum und zum Metropolitansitz der mitteldeutschen Kirchenprovinz mit den Diözesen Paderborn, Fulda und Hildesheim auf. Zugleich kam der vom Geistlichen Gericht Erfurt abgetrennte Regierungsbezirk Merseburg mit den Dekanaten Eisleben, Halle/Saale und Wittenberg an das nunmehrige Erzbischöfliche Kommissariat Magdeburg.
Dekanat Eisleben: 1.) Eisleben mit den Filialen Gerbstedt, Helbra, Hergisdorf, Hettstedt, Klostermansfeld, Oberröblingen, Querfurt, 2.) Sangerhausen, 3.) Alsleben.
Dekanat Halle/Saale: 1.) Halle/Saale mit den Filialen Ammendorf, Giebichenstein, Halle-Süd, Schkeuditz, Zappendorf, 2.) Merseburg, 3.) Naumburg, 4.) Weißenfels, 5.) Missionspfarrei Lützen, 6.) Pfarrei Zeitz mit den Filialen Reußen (Theißen), Zipsendorf (Meuselwitz)
Dekanat Wittenberg: 1.) Bitterfeld mit den Filialen Greppin, Sandersdorf, Zörbig, 2.) Eilenburg, 3.) Torgau mit den Filialen Elsterwerda, Liebenwerda, 4.) Wittenberg, 5.) Delitzsch.
Von wenigen Gebietstauschen abgesehen war erst jetzt der heute geltende Gebietsumfang des jetzigen Bistums Magdeburg erreicht!
Die Volkszählung von 1933 erbrachte für das Kommissariat Magdeburg 136.777 Katholiken in 51 Pfarreien und 65 Pfarrvikarien; das sind 4,33 % auf eine Gesamtbevölkerung von 3.154.481 Einwohnern.
Ein Dekret der Konsistorialkongregation vom 14. März 1942 gliederte die Katholiken der Dörfer Heßlingen mit dem Ortsteil Wolfsburg und Hehlingen, der „Stadt des KDF-Wagens“, die bisher zum Erzbischöflichen Kommissariat Magdeburg und damit zur Erzdiözese Paderborn gehörten, an die Diözese Hildesheim an. Zugleich wurde dabei die zu Braunschweig und damit bis dahin zum Bistum Hildesheim gehörende Exklave Calvörde dem Erzbischöflichen Kommissariat Magdeburg bzw. dem Erzbistum Paderborn überwiesen und in die damalige katholische Kirchengemeinde Haldensleben I umgepfarrt.

### Nationalsozialistische Gewaltherrschaft
Die Nationalsozialisten lösten alle 102 katholischen Volksschulen sowie das Lyzeum in Magdeburg zwischen 1937 und 1940 auf; der Religionsunterricht konnte dagegen in den meisten Schulen bestehen bleiben. Ebenso wurden alle katholischen Vereine verboten. Besonders das Verbot der kirchlichen Jugendorganisationen, die mit ihrem Schrifttum sowie ihren Treffen und Tagungen die Diaspora-Jugend aus der deprimierenden Vereinzelung der Diasporagemeinden in die lebendige Gemeinschaft der jungen Kirche geführt hatte, bedeutete einen schweren Schlag für die katholische Jugendarbeit.
Mit Ausbruch des Zweiten Weltkrieges kamen sogenannte „Rückwanderer“ oder „Rückgeführte“ aus dem Saargebiet, welches wegen des drohenden Krieges mit Frankreich geräumt wurde, auch nach Mitteldeutschland und wurden auf die dortigen Städte und Dörfer aufgeteilt. Weil viele von diesen katholisch sind und nun in rein evangelische Gebiete kamen, erfolgte dadurch in vielen Gegenden zum ersten Mal eine „konfessionelle“ Durchmischung. Dies erforderte die Einrichtung neuer katholischer Gottesdienststationen. Da meist keine anderen Räumlichkeiten vorhanden waren, durften erstmals protestantischen Kirchen und Kapellen mit benutzt werden. Nach dem Waffenstillstand mit Frankreich kehrten die allermeisten von ihnen jedoch in ihre Heimat zurück.
Die anfänglichen deutschen Siege brachten Kriegsgefangene und Fremd- sowie Zwangsarbeiter nach Deutschland, die seelsorglich betreut sein wollten. Weil sich viele katholische Geistliche nicht an den rigiden Auflagen mit den für diesen Personenkreis gesondert zu haltenden Gottesdiensten hielten, kamen bis zum Ende des Nazi-Regimes über 60 % der im Erzbischöflichen Kommissariat Magdeburg tätigen Priester mit der Gestapo in Konflikt.
Für einige Priester endete der Konflikt mit Haft oder Tod: Der Anfang Oktober 1941 ins Konzentrationslager Dachau eingelieferte Bockwitzer (Lauchhammer-West) Pfarrvikar Wilhelm Oberhaus starb dort am 20. September 1942. Der in den Konzentrationslagern Sachsenhausen und Dachau von April 1941 bis April 1945 einsitzende Alslebener Pfarrverweser Eduard Farwer und der in die Konzentrationslager Dachau und Buchenwald von November 1940 bis Juli 1942 eingewiesene Stendaler Vikar Karl Hoffmann überlebten dieses Grauen nur knapp.
Darüber hinaus wurden im Zuchthaus Roter Ochse in Halle/Saale am 13. November 1944 die drei Stettiner Priester Carl Lampert, Friedrich Lorenz und Herbert Simoleit durch das Fallbeil hingerichtet.
Zum Ende des Zweiten Weltkrieges kamen Bombengeschädigte sowohl aus dem Ruhrgebiet als auch aus der näheren Umgebung wie Berlin in das vermeintlich sichere Mitteldeutschland. Oft trat eine gottesdienstlich ähnliche Situation ein wie zu Beginn des Krieges mit den Saar-Rückwanderern. Nur dass diesmal diese Umquartierten oft auch ihre katholischen Priester mitbrachten, welche sich in die hiesige Seelsorge mit einbeziehen ließen.

### Schäden im Zweiten Weltkrieg an kirchlichen Gebäuden
Die Kriegshandlungen beschädigten und zerstörten auch katholische Kirchen und Gebäude. Beim Luftangriff vom 16. Januar 1945 auf Magdeburg erhielt 1.) die St.-Sebastian-Kirche schwere Beschädigungen: es wurden die welschen Turmhauben ein Raub der Flammen, das Kirchendach durch Brandbomben stark zerstört und das Stab- und Maßwerk der Fenster vernichtet; die Schäden konnten jedoch bis Ende 1945 behoben werden, sodass Gottesdienst wieder stattfinden konnte. Weil alle evangelischen Stadtkirchen zerstört waren, fand die evangelische Innenstadtgemeinde mehrere Jahre lang gottesdienstliche Gastfreundschaft in St. Sebastian. 2.) Das Propsteipfarramt brannte völlig aus, wodurch alle nicht ausgelagerten Akten vernichtet wurden, so auch das Kirchenbuch von 1845–1945. 3.) Von der 1861 erbauten St.-Agnes-Pfarrkirche in der Magdeburger Neustadt blieben nur die Umfassungsmauern stehen. 4.) Das Schwesternhaus in der Neustadt war nicht mehr bewohnbar. 5.) Bei der St.-Marien-Kirche in Magdeburg-Sudenburg brannte das Dach ab. 6.) Das Pfarrhaus in Magdeburg-Sudenburg wurde total zerstört.
Beim Luftangriff vom 14. Februar 1945 wurden 7.) die kirchlichen Gebäude von St. Johannis Baptist in Magdeburg-Südost schwer heimgesucht.
Beim Fliegerangriff auf Dessau am 7. März 1945 8.) verbrannten Dach und Orgel von St. Peter und Paul, das letzte Gewölbejoch im Westen der Kirche wurde stark beschädigt und drohte einzustürzen. 9.) Eine Luftmine deckte das Pfarrhausdach ab und zerstörte im Pfarrhaus und 10.) im Vikariehaus alle Fenster und Türen.
In Merseburg wurde 11.) die St.-Norbert-Kirche derart beschädigt, dass ein Wiederaufbau zunächst ausgeschlossen schien; 12) das Pfarrhaus und 13.) das Vikarshaus wurden völlig zerstört.
In Leuna erhielt 14.) die Nordwand der Christkönigspfarrkirche einen Volltreffer, wobei alle Fenster völlig zertrümmert worden, und 15.) das Pfarrhaus schwere Bombenschäden zeigte.
Im Geiseltal erhielten bei den Fliegerangriffen vom 13. September 1944 und 9. Februar 1945 in Mücheln 16.) die Herz-Jesu-Kirche und 17.) das Pfarrhaus zunächst leichte und am 8. April 1945 große Schäden an. Letzterem Angriff fiel in Neumark, 18.) die St.-Heinrichs-Kirche mit 19.) Vikariehaus gänzlich zum Opfer. Schon am 30. November 1944 war in Großkayna 20.) das Vikarshaus völlig zerstört und 21.) die danebenstehende Dreikönigskirche hart mitgenommen worden.
In Eilenburg wurde 22.) die Kirche St. Franz Xaver durch Artilleriebeschuss mit 43 Volltreffern völlig zerstört.
In Halberstadt wurden am 8. April 1945 23.) die 1289 konsekrierte Kirche St. Andreas durch fünf Volltreffer soweit demoliert, dass nur der Hohe Chor stehen blieb, und 24.) das Franziskanerkloster zerstört. Zur Andreaspfarrei gehörte auch 25.) das St.-Josefs-Alters- und Pflegeheim der Karmelitinnen vom Göttlichen Herzen Jesu, das ebenfalls zerstört wurde.
Leichte Schäden richteten Bomben am 2. November 1944 in Ammendorf beim Pfarrhaus und an der Marien-Kirche an.

### Die wachsende Verselbständigung des Erzbischöflichen Kommissariats Magdeburg
Das Ende des Zweiten Weltkriegs brachte nicht nur eine Teilung Deutschlands mit sich, sondern hatte auch eine Trennung des Erzbistums Paderborn zur Folge: Der Westteil des Erzbistums mit dem Bischofssitz Paderborn lag in der Britischen Besatzungszone und gehörte damit dann zur am 23. Mai 1949 gegründeten Bundesrepublik Deutschlands; der Ostteil des Erzbistums, das Erzbischöfliche Kommissariat Magdeburg, lag in der Sowjetischen Besatzungszone und gehörte damit dann zur am 7. Oktober 1949 gegründeten DDR.
Die erzwungene Abtretung von deutschen Ostgebieten an Polen, Russland sowie der Tschechoslowakei ließ zunächst Flüchtlinge und schließlich mit der dort einsetzenden systematischen Vertreibung große Mengen von Katholiken in das Erzbischöfliche Kommissariat Magdeburg kommen. Einige Schätzungen gehen von bis zu 700.000 neu hinzugezogenen Katholiken aus, von denen allerdings viele bis zum Berliner Mauerbau 1961 in den Westteil Deutschlands weiterzogen. Die Volkszählung vom 29. Oktober 1946 ermittelte für das Land Sachsen-Anhalt 4.160.539 Menschen, wovon 1.184.064 sogenannte Umsiedler und hiervon 340.085 Kinder waren. Für das Kommissariat Magdeburg ging man dabei von 640.000 Katholiken aus, die 15,2 % der Gesamtbevölkerung ausmachten. Weitere Pfarreien und Seelsorgestellen mussten daher errichtet werden. Allein zwischen 1945 und 1955 kam es zu 108 neuen Gemeindegründungen.
Das bei Osterwieck liegende, zur Hildesheimer Kuratie Herzleben gehörende Hessen sowie die Kuratie Blankenburg am Harz mit den Kirchengemeinden Elbingerode/Harz und Hasselfelde, die zum in der britischen Besatzungszone liegenden Bistum Hildesheim gehörten, wurden vom Erzbischöflichen Kommissariat Magdeburg administriert, weil diese Kirchengemeinden wie das Kommissariat nun in der russischen Besatzungszone lagen. Hierzu dehnte der Hildesheimer Bischof am 28. September 1945 die dem Erzbischöflichen Kommissar für den Paderborner Teil der Provinz Sachsen übertragenen Vollmachten auf diese Gebiete aus. Dem folgte am 18. Mai 1949 durch den Bischof von Hildesheim die allgemeine Delegation der Jurisdiktion über diese Gebiete an den Erzbischof von Paderborn sowie dessen Kommissar in Magdeburg.
Eine von Erzbischof Lorenz Jaeger erlassene Verfügung vom 8. September 1947 ermächtigte die jeweiligen Erzbischöfliche Kommissar in Magdeburg dazu, Vikare mit besonderen seelsorglichen Vollmachten, die sogenannten Kuraten, zu ernennen. Aufgrund dieser Verfügung errichtete der Erzbischöfliche Kommissar, Propst Wilhelm Weskamm, mit dem 1. November 1947 auf einen Schlag 63 Kuratien.
Als eine Folge dessen wurde mit Wirkung vom 1. Januar 1948 aus einem Teil des Dekanats Wittenberg das Dekanat Torgau gebildet: 1.) Lauchhammer-Mitte (Bockwitz) mit der Kuratie Ortrand, 2.) Eilenburg mit den Kuratien Lehelitz und Düben, 3.) Liebenwerda mit den Kuratien Herzberg, Hohenleipisch, Jessen, Mühlberg, Schlieben, Uebigau sowie den Filialkirchengemeinden Elsterwerda und Falkenberg, 4.) Torgau mit den Kuratien Annaburg, Belgern, Dommitzsch.
Beim Dekanat Wittenberg verblieben: 1.) Bitterfeld mit den Kuratien Brehna und Ostrau sowie den Filialkirchengemeinden Greppin, Holzweißig, Sandersdorf, Zörbig, Zschornewitz, 2.) Delitzsch mit den Kuratien Glesien (Zwochau) und Löbnitz, 3.) Wittenberg mit den Kuratien Kemberg, Pretzsch, Straach sowie den Filialkirchengemeinden Piesteritz und Zahna.
Gemäß einer kircheninternen Erhebung gab es 1951 in 917 Orten Gottesdienststellen und an 1.714 Orten Religionsunterrichtsstationen, wobei vor allem in den meisten Kuratien und sogenannten Außenstationen die protestantischen Kirchen und Räumlichkeiten mitgenutzt werden durften bzw. mussten. Durch eine intensive Bautätigkeit erhielten zwischen 1947 und 1957 die allermeisten Kuratien und viele Außenstationen ihre eigenen Kapellen oder Kirchen. Nach 1957 aber verweigerten die staatlichen Stellen in den allermeisten Fällen jede Genehmigung für einen Kirchenbau sowie jede Kaufgenehmigung für bebaute oder unbebaute Grundstücke. Die kirchengemeindlichen Strukturen im Magdeburger Gebiet erreichten damit in den 1960er Jahren ihren Höchststand: 107 Pfarreien, 59 Pfarrvikarien und 70 Kuratien, insgesamt 236 Kirchengemeinden.
Zehn Tage nach Errichtung der DDR wurde angesichts der Abschottungstendenz dieses sozialistischen Regimes mit ihrer Diktatur des Proletariats der Erzbischöfliche Kommissar, Propst Wilhelm Weskamm, am 17. Oktober 1949 zum Titularbischof von Rando und zum zweiten Paderborner Weihbischof mit Sitz in Magdeburg ernannt und am 30. November 1949 in der Magdeburger St.-Sebastian-Kirche zum Bischof geweiht. Zuvor waren dem Kommissar am 10. Oktober 1949 umfangreiche Vollmachten seitens des Erzbischofs von Paderborn delegiert worden, die ihn in die ähnliche Stellung wie eines Generalvikars brachten. Zu seiner „Bischofskirche“ wurde die St.-Sebastian-Kirche, die aber zugleich die Propsteikirche der dortigen Propstei, der katholischen Altstadtgemeinde Magdeburg, blieb.
Fanden schon vorher vereinzelt Wallfahrten auf die bei Halberstadt gelegene Huysburg statt, so begann ab 1951 nun mit dem sich dort etablierenden Marienheiligtum die Tradition der ab jetzt alljährlich gehaltenen großen Familienwallfahrten.
Nach der Ernennung von Weihbischof Wilhelm Weskamm zum Bischof von Berlin am 4. Juli 1951 und dessen dortiger Inthronisation am 31. Juli 1951 wurde der Paderborner Generalvikar Friedrich Maria Rintelen am 12. Dezember 1951 zum Titularbischof von Chusira und zum zweiten Weihbischof von Paderborn mit Sitz in Magdeburg ernannt. Er war zudem Kommissar und stellvertretender Generalvikar des Erzbischofs von Paderborn in Magdeburg. Die Bischofsweihe fand am 24. Januar 1952 statt. Mit Weihbischof Rintelen endete die Personalunion, dass der jeweilige Erzbischöfliche Kommissar auch zugleich Propst und damit Pfarrer der katholischen Altstadtgemeinde ist; seitdem waren diese Ämter voneinander getrennt.
Mit dem 1. Juli 1953 wurden die Dekanate Bernburg und Naumburg-Zeitz errichtet:
Dekanat Naumburg-Zeitz: 1.) Naumburg mit den Kuratien Bad Bibra, Eckartsberga, Freyburg, Laucha, Nebra und Osterfeld sowie der Filialkirchengemeinde Bad Kösen, 2.)Weißenfels mit den Kuratien Hohenmölsen und Teuchern, 3.) Zeitz mit den Kuratien Droyßig, Kayna, Ossig sowie den Filialkirchengemeinden Theißen, Tröglitz und Zipsendorf.
Dekanat Bernburg: 1.) Alsleben/Saale mit den Kuratien Könnern, Löbejün, 2.) Aschersleben, 3.) Bernburg mit der Filialkirchengemeinde Nienburg, 4.) Calbe/Saale mit den Kuratien Barby, Groß Rosenburg, 5.) Güsten mit den Filialkirchengemeinden Hecklingen, Ilberstedt und Sandersleben.
Ab 1957 durfte der Paderborner Erzbischof nicht mehr in den östlichen Teil seines Erzbistums fahren. Die auf staatliche Souveränität pochende DDR verweigerte ihm die Einreise, um so eine Ablösung des in der DDR gelegenen Ostteils vom in der Bundesrepublik Deutschland liegenden Westteil des Erzbistums Paderborn zu erzwingen. Daher wurden nach mehrmaliger Aufforderung Roms dem Weihbischof Friedrich Maria Rintelen weitgehende Vollmachten eingeräumt, indem der Paderborner Erzbischof Lorenz Jaeger (1941–1973) am 19. März 1958 diesen zum Generalvikar für den Ostteil der Erzdiözese Paderborn ernannte.
Am 1. Juli 1960 wurde das Dekanat Burg errichtet mit den Pfarreien: 1.) Burg mit der Kuratie Möser, 2.) Genthin mit den Kuratien Jerichow und Tucheim sowie der Filialkirchengemeinde Brandenburg-Kirchmöser, 3.) Gommern mit der Kuratie Güterglück, 4.) Loburg mit der Filialkirchengemeinde Ziesar.
Wohl zum ersten Mal in der Geschichte der katholischen Kirche fand am 12. Juli 1960 eine eigene Wallfahrt für Kinder auf der Wallfahrtswiese der Huysburg bei Halberstadt statt, die von da an jährlich – und zusätzlich auch an anderen Orten – organisiert werden. Mit diesen Kinderwallfahrten sollen die katholischen Kinder über den gemeindlichen Religionsunterricht hinaus, der seit 1958 nicht mehr in den Schulen stattfinden durfte, in ihrem Glauben gestärkt und die bereits seit den 1950er Jahren stattfindenden Religiösen Kinderwochen (RKW) mit einem zusätzlichen Angebot attraktiver gestaltet werden.
Bis zum Berliner Mauerbau am 13. August 1961 verließen viele Katholiken die sie auch aufgrund ihres katholischen Glaubens schikanierende atheistische DDR; 1962 zählte das Erzbischöfliche Kommissariat nur noch gut 370.000 Katholiken. Die räumliche Trennung vom „Mutterbistum“ Paderborn wirkte sich nun besonders für diejenigen Priester bedrückend aus, die aus dem Westteil in den Ostteil des Erzbistums gekommen waren, in der Meinung, recht bald wieder in heimatliche Gefilde zurückkehren zu können.
Die in den 1950er Jahren erfolgte Einführung der Jugendweihe verstärkte in dieser Zeit den anhaltenden weltanschaulichen Druck auf alle christlichen Laien; wer gesellschaftliche Karriere machen wollte, wurde oft zu einem Kirchenaustritt gezwungen. Weil viele Katholiken außerdem wegen der besseren Wohn- und Arbeitsverhältnisse zunehmend aus den Dörfern in die Städte zogen, hatte dies bereits Ende der 1960er Jahre die Konsequenz von Gemeindeschließungen zur Folge.
Da sich die DDR zudem zu etablieren schien, verlieh der 1965 zum Kardinal erhobene Erzbischof Lorenz Jaeger (1941–1973) am 8. Juni 1967 den Erzbischöflichen Kommissaren des Erzbischöflichen Kommissariats Magdeburg alle Vollmachten, die ein Diözesanbischof delegieren kann. Diese Übertragung bestätigte der Hl. Stuhl am 17. August 1967 eigens mit dem Bemerken, dass sie auch sede vacante bestehen bleibe. Die Fakultäten selbst blieben bis 1973 bestehen.

### Bischöfliches Amt Magdeburg
Eine weitere Verselbständigung des Erzbischöflichen Kommissariats wurde mit der Ernennung von Johannes Braun am 3. März 1970 zum Koadjutor des Weihbischofs Friedrich Maria Rintelen eingeläutet. Am 18. April 1970 zum Bischof geweiht, übernahm Bischof Johannes Braun am 23. Juli 1970, nach Resignation und Emeritierung von Weihbischof Rintelen, das Erzbischöfliche Kommissariat Magdeburg. Johannes Braun nannte sich von Beginn an nicht Weihbischof, sondern Bischof, weil er ein direkt von Rom – eben nicht als Koadjutor, sondern als Adjutor = mit dem Recht der Nachfolge – ernannter Bischof war. Ob er zu den Weihbischöfen Paderborns zu zählen ist, ist daher zweifelhaft.
Die damit weiter einhergehende Eigenständigkeit stellte Bischof Johannes Braun zwei Jahre später unter Beweis, indem er nach Klärung alle rechtlichen Fragen in Rom und Paderborn mit Wirkung zum 1. November 1972 den vom Erzbischöflichen Kommissariat Magdeburg gestellten Leiter der Zentralstelle des Deutschen Caritasverbandes Berlin, Theodor Hubrich, zum Generalvikar für das Erzbischöfliche Kommissariat Magdeburg berief.
Im Zuge der veränderten Ostpolitik Roms und der sich ändernden politischen Gegebenheiten – der sich abzeichnenden zeitgleichen Aufnahme der Bundesrepublik Deutschland und der DDR in die UNO am 18. September 1973 – erfolgte eine weitere Verselbständigung des Erzbischöflichen Kommissariats. Nachdem Erzbischof Lorenz Kardinal Jaeger (1941–1973) am 30. Juni 1973 altersbedingt auf sein Paderborner Bischofsamt resigniert hatte, ernannte der Hl. Stuhl während der eingetretenen Vakanz Bischof Johannes Braun am 20. Juli 1973 zum Apostolischen Administrator in Magdeburg. Aus dem Erzbischöflichen Kommissariat Magdeburg wurde jedoch keine Apostolische Administratur (ein dem Papst unterstehendes Kirchengebiet), sondern als kirchenrechtliches Novum ein eigener kirchlicher Jurisdiktionsbezirk: das sogenannte Bischöfliche Amt Magdeburg. Damit war zwar die Jurisdiktion des Erzbischofs von Paderborn für sein innerhalb der Grenzen der DDR gelegenes Gebietsteil suspendiert, jedoch nicht aufgehoben, d. h. dass dort die Rechte und Pflichten des Paderborner Erzbischofs nur ruhten; das Bischöfliche Amt Magdeburg gehörte territorial auch weiterhin zur Erzdiözese Paderborn.
Die Ernennung des bisherigen Generalvikars Theodor Hubrich zum Titularbischof von Auca und zum Weihbischof und Bischofsvikar des Apostolischen Administrators in Magdeburg am 5. Dezember 1975, dem am 7. Januar 1976 die Konsekration in der Magdeburger St.-Sebastian-Kirche folgte, komplettierte dann die weitreichendste Möglichkeit von Eigenständigkeit des Bischöflichen Amtes Magdeburg.

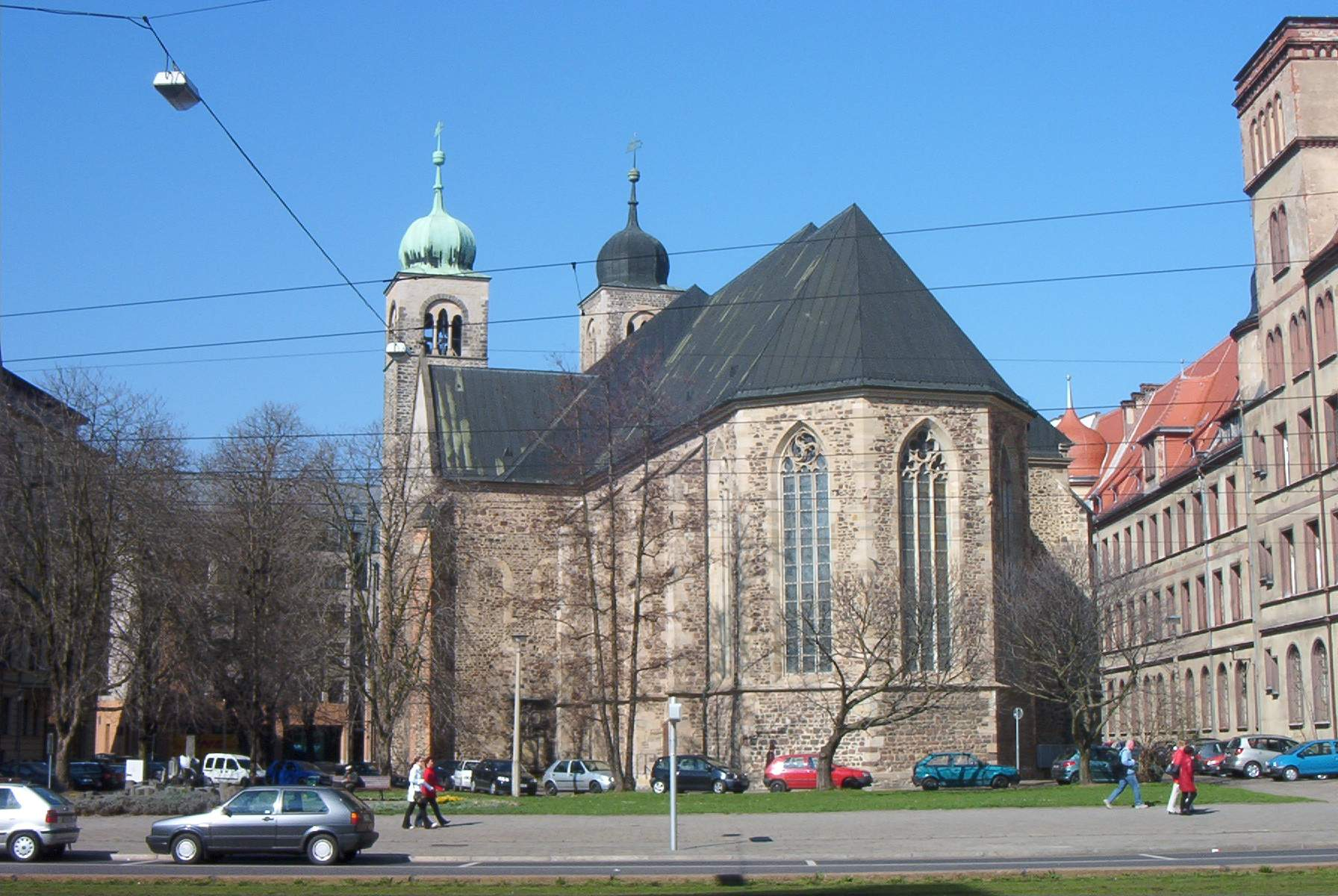
St. Sebastian in Magdeburg, seit 1949 Hauptkirche des Erzbischöflichen Kommissariats. Mit der Bistumsgründung 1994 wurde sie zur Bischofskirche erhoben.

Ende der 1980er Jahre wuchs die Unzufriedenheit der Menschen in der DDR mit dem sozialistischen Regime. Beteiligten sich die dortigen Katholiken aus berechtigter Furcht vor einer einseitigen Vereinnahmung seitens der politischen Kräfte zunächst nur zum Teil an den gesellschaftlich-politischen Prozessen, schlossen sich dann diese und in deren Folge die katholischen Kirchengemeinden dem Anliegen nach Veränderung tatkräftig an. In vielen Städten fanden sogenannte Friedensgebete als ökumenische Veranstaltungen mit zumeist anschließenden Demonstrationen statt, in deren Folge am 9. November 1989 die Öffnung der Mauer erfolgte, was das Ende der DDR mit herbeiführte. Zu dieser Entwicklung innerhalb der katholischen Kirche hatte ein historisch zu nennender Hirtenbrief von Bischof Johannes Braun maßgeblich mit beigetragen, der am 20. September 1989 in allen Gottesdiensten verlesen wurde und der zur Beseitigung der Missstände aufrief, „um eine demokratische Gesellschaft zu schaffen, in der sich möglichst alle Menschen wohl fühlen können.“ Auch aufgrund dessen stellten dann im prozentualen Vergleich – die kircheninternen Zahlen gehen zu der Zeit von 200.000 Katholiken für das Bischöfliche Amt Magdeburg aus – katholische Männer und Frauen in den sich neu bildenden politischen Gremien eine überproportionale Gruppierung dar.

### Bistum Magdeburg
Die neuen politischen Möglichkeiten nach der Wiedervereinigung Deutschlands am 3. Oktober 1990 ebneten strukturellen Veränderung der nord-ostdeutschen Kirchengebiete den Weg, wozu auch die zeitgleich stattfindenden Errichtungen der Bistümer Erfurt, Görlitz und Magdeburg sowie dann die Zuordnung des Bischöflichen Amtes Schwerin an das neu gegründete Erzbistum Hamburg gehörten.
Das heutige Bistum Magdeburg wurde von Papst Johannes Paul II. mit der Apostolischen Konstitution Cum gaudio, die auf den 27. Juni 1994 datiert ist, mit Wirkung zum 8. Juli desselben Jahres vom Erzbistum Paderborn abgetrennt und zu einem eigenständigen Bistum erhoben und zudem als Suffragandiözese der Kirchenprovinz Paderborn zugeordnet. Dabei kam es zu Grenzbereinigungen mit dem Bistum Hildesheim, dem Bistum Dresden-Meißen, sowie den anderen neugegründeten Bistümern Erfurt und Görlitz. Aus dem Bischöflichen Amt Magdeburg wechselten die Kirchengemeinden Crossen an der Elster und Zipsendorf in das Bistum Dresden-Meißen und die Kirchengemeinden Artern und Roßleben in das Bistum Erfurt. Zum ersten Bischof des Bistums Magdeburg wurde der damalige Apostolische Administrator in Magdeburg, Bischof Leo Nowak, ernannt.
Mit dem Apostolischen Schreiben Sanctum Norbertum bestätigte Johannes Paul II. am 12. Juli 1994 den Hl. Norbert von Xanten, den Hl. Mauritius und die Hl. Gertrud von Helfta als Bistumspatrone.
Die Vollendung der Errichtung des neuen Bistums Magdeburg erfolgte während eines Festgottesdienstes am 9. Oktober 1994 auf dem Magdeburger Domplatz, in dem Bischof Leo Nowak durch Nuntius Lajos Kada als Diözesanbischof in sein Amt eingeführt wurde; seitdem sind die jeweiligen dortigen Bischöfe nicht mehr nur Bischof in Magdeburg, sondern Bischof von Magdeburg.
Die vollständige Ablösung des Magdeburger Gebietes vom Territorium des Erzbistums Paderborn war damit eingetreten. Die hierfür zuständigen Bischöfe waren sich aber zugleich darin einig, dass dies nicht zu einer Loslösung voneinander führen sollte. Neben dem kirchenpolitischen und seelsorglichen Austausch innerhalb der Kirchenprovinz wurde daher der Wunsch nach einer weiterhin engen Beziehung durch einen am 30. Oktober 1994 abgeschlossenen Partnerschaftsvertrag zwischen dem Erzbistum Paderborn und dem Bistum Magdeburg besiegelt.
Am 17. März 2004 trat Bischof Leo Nowak altersbedingt vom Bischofsamt zurück. Weihbischof Gerhard Feige, der während der Sedisvakanz die Geschicke des Bistums als Diözesanadministrator leitete, wurde am 23. Februar 2005 vom Papst zum neuen Bischof von Magdeburg ernannt. In sein Amt eingeführt wurde er am 16. April 2005 in der Bischofskirche Sankt Sebastian in Magdeburg.

### Das Pastorale Zukunftsgespräch (PZG)
Die bis heute währenden gesellschaftlichen Veränderungen vor allem im Osten Deutschlands, die Anfang der 1990er Jahre durch eine massive Abwanderung junger Menschen in den Westen Deutschlands geprägt waren, schlugen sich auch im kirchlichen Bereich durch einen drastischen Rückgang der Katholikenzahl nieder. Demzufolge wurden bereits mit dem 1. September 1996 die Dekanate Egeln, Bernburg und Oschersleben zum Dekanat Egeln und die Dekanate Magdeburg und Burg zum Dekanat Magdeburg zusammengelegt.
In einem ab Ende der 1990er beginnenden synodalen Prozess, dem so genannten Pastoralen Zukunftsgespräch (PZG), suchte das junge Bistum mit seinen dann ca. 120.000 Katholiken nach einer Antwort auf den Mitgliederschwund und der immer schwieriger werdenden Finanzierung. In deren einen Folge wurde von der zuständigen Gesamtprojektleitung am 7. April 2005 ein auf Basis von Voten entwickelter Vorschlag für die notgedrungene Reduzierung der Kirchengemeinden auf 44 Gemeindeverbünde getätigt.
Im Rahmen der Familienwallfahrt des Bistums Magdeburg zur Huysburg am 4. September 2005 gab Bischof Gerhard Feige den Startschuss zur Bildung dieser 44 Gemeindeverbünde. Die bisherigen Pfarrgemeinden, -vikarien und -kuratien sollten in einem Prozess bis spätestens 2010 zusammenwachsen und dann zu 44 neuen Pfarreien erhoben werden (Pfarrfusion).
Am 2. Mai 2010 wurden durch Bischof Feige zahlreiche Pfarreien, Pfarrvikarien und Kuratien aufgelöst und 25 neue Pfarreien errichtet. Die restlichen Neuerrichtungen folgten im Laufe des Jahres 2010.

### Wichtiges ökumenisches Ereignis in Magdeburg
Im Magdeburger Dom fand am 29. April 2007 die Unterzeichnung der „Förmlichen Erklärung über die wechselseitige Anerkennung der Taufe für den gesamten Bereich der Deutschen Bischofskonferenz und der EKD“ statt mit Vertretern aus:
- Äthiopisch-Orthodoxe Kirche
- Arbeitsgemeinschaft Anglikanisch-Episkopaler Gemeinden in Deutschland
- Armenisch-Apostolische Orthodoxe Kirche in Deutschland
- Evangelisch-altreformierte Kirche in Niedersachsen
- Evangelische Brüder-Unität – Herrnhuter Brüdergemeine
- Evangelische Kirche in Deutschland
- Evangelisch-methodistische Kirche
- Katholisches Bistum der Alt-Katholiken in Deutschland
- Orthodoxe Kirche in Deutschland
- Römisch-Katholische Kirche
- Selbständige Evangelisch-Lutherische Kirche

### Weitere Entwicklung
Die Umsetzung des PZG bedeutete nicht das Ende von Neuorientierung katholischen Lebens im Bistum Magdeburg. Am 27. und 28. Mai 2011 begann in Magdeburg der Prozess der Bistumsversammlung, eine „Versammlung des Volkes Gottes“ die aus  Vertretern repräsentativer Gruppen und Einrichtungen des Bistums besteht und deren Aufgabe es sein soll, in zehn Arbeitsgruppen Empfehlungen für die Gestaltung des Bistums vorzulegen. Die Bistumsversammlung wird fortlaufend fortgesetzt mit dem Ziel, notwendige Akzente für das Bistum als Ganzes zu setzen und diese für die Pastoral in den Pfarreien mit ihren Gemeinden und Einrichtungen zu konkretisieren.
Aufgrund der immer weiter sinkenden Anzahl sowohl von Katholiken als auch von Priestern werden nicht mehr alle der bestehenden Pfarreien mit einem eigenen Pfarrer adäquat besetzt.  Pfarrleitungsteams sollen künftig das Bild von kirchlicher Pfarrorganisation prägen: Erstmals für das Bistum wurde von Bischof  Feige unter Berufung auf Can. 517 § 2 CIC/1983 für die Pfarrei Bad Liebenwerda am 11. Januar 2015 ein solches Pfarreileitungsteam berufen, wo Laien sowie ein Priester, der als Geistlicher Moderator fungiert, die Verwaltung und Leitung der Pfarrei ausüben.

### Auflösung der Dekanatsstrukturen im Jahr 2023
Mit der Neugliederung am 1. Januar 2009 ergaben sich die nachfolgenden Dekanate. Die Dekanate Eisleben, Naumburg-Zeitz und Wittenberg wurden aufgelöst, das Dekanat Merseburg entstand neu. Die meisten der heutigen Pfarreien wurden im Jahre 2010 errichtet. Die Auflistung gibt den letzten Stand an Kirchen und Gottesdienststandorten vor der Reform 2023 wieder.

#### DekanatDessau
- Pfarrei Edith Stein Wolfen-Zörbig (Wolfen – Wolfen-Nord – Raguhn – Zörbig)
- Pfarrei Heilige Familie Bitterfeld (Bitterfeld – Brehna – Gräfenhainichen – Holzweißig – Roitzsch – Sandersdorf)
- Pfarrei Heilige Familie Roßlau (Roßlau – Coswig – Hundeluft – Zerbst)
- Pfarrei St. Maria Wittenberg (Lutherstadt Wittenberg – Annaburg – Bad Schmiedeberg – Jessen – Kemberg – Piesteritz – Pretzsch – Zahna)
- Pfarrei St. Marien Köthen (St. Maria – St. Anna – St.-Elisabeth-Kapelle – Edderitz – Görzig – Osternienburg)
- Pfarrei St. Peter und Paul Dessau (St. Peter und Paul – Dreieinigkeit – Aken – Alten – Oranienbaum)

#### DekanatEgeln
- Pfarrei St. Bonifatius Bernburg (Bergstadt – Talstadt – Ilberstedt – Nienburg)
- Pfarrei St. Bonifatius Wanzleben (Wanzleben – Bahrendorf – Langenweddingen – Meyendorf)
- Pfarrei St. Marien Oschersleben (St. Marien – St.-Elisabeth-Kapelle – Eilsleben – Großalsleben – Hadmersleben – Hamersleben – Harbke – Hötensleben – Klein Oschersleben – Ottleben – Schermcke – Sommerschenburg – Völpke)
- Pfarrei St. Marien Staßfurt-Egeln (Staßfurt – Egeln – Hecklingen – Westeregeln – Wolmirsleben)
- Pfarrei St. Marien und St. Norbert Schönebeck (Schönebeck – Biere – Calbe)
- Pfarrei St. Michael Aschersleben (Aschersleben – Alsleben – Güsten)

#### DekanatHalberstadt
- Pfarrei St. Benedikt Huysburg (Huysburg – Badersleben – Schwanebeck)
- Pfarrei St. Bonifatius Wernigerode (Wernigerode – Elbingerode – Ilsenburg – Osterwieck – Zilly)
- Pfarrei St. Burchard Halberstadt (St. Andreas – St. Katharina und Barbara – Adersleben – Gröningen)
- Pfarrei St. Elisabeth Ballenstedt (Ballenstedt)
- Pfarrei St. Josef Blankenburg (Blankenburg – Hasselfelde)
- Pfarrei St. Mathilde Quedlinburg (St. Mathilde – St. Wiperti – Hedersleben – Thale)

#### DekanatHalle (Saale)
- Pfarrei Carl Lampert Halle (Heilig-Kreuz – St. Norbert – Dölau – Langenbogen – Löbejün – Ostrau – Wettin – Zappendorf)
- Pfarrei St. Franziskus Halle (Dreieinigkeit – Silberhöhe – Gröbers – Schkeuditz)
- Pfarrei St. Mauritius und St. Elisabeth Halle (St. Franziskus und St. Elisabeth – St. Moritz – Landsberg)

#### DekanatMagdeburg
- Pfarrei St. Sebastian Magdeburg (Kathedrale – Buckau – Reform – St.-Marienstift-Kapelle)
- Pfarrei St. Johannes Bosco Magdeburg (Neustadt – Neu Olvenstedt – Neustädter Feld – Barleben – Rothensee)
- Pfarrei St. Augustinus Magdeburg (Cracau – St. Petri – Biederitz)
- Pfarrei St. Maria Magdeburg (Ottersleben – Sudenburg)

#### DekanatMerseburg
- Pfarrei St. Bruno Querfurt (Querfurt – Nebra – Röblingen am See)
- Pfarrei St. Elisabeth Weißenfels (Weißenfels – Hohenmölsen – Teuchern)
- Pfarrei St. Georg Hettstedt (Helbra – Hettstedt – Klostermansfeld)
- Pfarrei St. Gertrud Eisleben (Lutherstadt Eisleben – Hedersleben – Helfta – Hergisdorf – Sittichenbach – Volkstedt)
- Pfarrei St. Jutta Sangerhausen (Sangerhausen – Allstedt – Roßla – Stolberg)
- Pfarrei St. Norbert Merseburg (Merseburg – Bad Dürrenberg – Bad Lauchstädt – Leuna – Neumark)
- Pfarrei St. Peter und Paul Naumburg (Naumburg – Bad Kösen – Eckartsberga – Roßbach)
- Pfarrei St. Peter und Paul Zeitz (Zeitz – Droyßig – Tröglitz)

#### DekanatStendal
- Pfarrei St. Anna Stendal (Stendal – Osterburg – Seehausen)
- Pfarrei St. Christophorus Haldensleben (Haldensleben – Althaldensleben – Calvörde – Colbitz – Eichenbarleben – Glüsig – Groß Ammensleben – Weferlingen – Wolmirstedt)
- Pfarrei St. Elisabeth Tangermünde (Tangermünde – Sandau – Steckelsdorf)
- Pfarrei St. Hildegard Gardelegen (Gardelegen – Beetzendorf – Kalbe – Klötze – Mieste – Oebisfelde)
- Pfarrei St. Johannes der Täufer Burg (Burg – Gommern – Loburg)
- Pfarrei St. Laurentius Salzwedel (Salzwedel – Arendsee)
- Pfarrei St. Marien Genthin (Genthin – Kirchmöser – Ziesar)

#### DekanatTorgau
→ siehe auch: Liste der Kirchengebäude im Dekanat Torgau
- Pfarrei Schmerzhafte Mutter Torgau (Torgau – Arzberg – Belgern – Dommitzsch – Mockrehna – Schildau)
- Pfarrei St. Franziskus Bad Liebenwerda (Bad Liebenwerda – Falkenberg – Herzberg – Mühlberg – Schlieben – Uebigau)
- Pfarrei St. Hedwig Lauchhammer (Lauchhammer – Elsterwerda – Ortrand)
- Pfarrei St. Klara Delitzsch (Delitzsch – Bad Düben – Eilenburg – Löbnitz – Zwocha)

Der weitere Rückgang von Gläubigen und vor allem die der Weltpriester im aktiven Dienst veranlasste Bischof   Gerhard Feige, alle Dekanate des Bistums zum 31. August 2023 aufzulösen. Stattdessen gibt es seit dem 1. September 2023 Pastoralregionen. Die Pastoralregion wird als ein solidarisches und subsidiäres Netzwerk von Seelsorgern verstanden, in dem alle hauptamtlichen Mitarbeiter im pfarrlichen Einsatz mit dem Einsatz in der jeweiligen Pastoralregion beauftragt werden. Gesteuert werden die Pastoralregionen durch eine Regionalkoordination, welche durch zwei Personen gemeinsam wahrgenommen werden soll, wovon eine Person als verantwortlich beauftragt wird und eine als stellvertretend. Die Pastoralregionen sind erst einmal vorläufig in ihrer Zusammensetzung der Pfarreien und haben (zunächst) keine offiziellen Bezeichnungen, so dass die hierfür verwendeten Benennungen lediglich eine geografische Orientierung geben.

## Bistumspatron und liturgischer Eigenkalender
Der Patron des Bistums Magdeburg ist der heilige Norbert von Xanten. Mit- und Nebenpatrone sind der heilige Mauritius und die heilige Gertrud.
Die Magdeburger Eigenmessen wurden gemäß der Römischen Instruktion „De calendaris particularibus officiorum et Missarum proiis recogniscendis“ erarbeitet und durch die Congregation pro Cultu Divino am 25. Juli 1974 bestätigt. Durch Bischof Johannes Braun (1970–1990) erfolgte am 30. Dezember 1978 die erste Ausgabe zu den Eigenmessen, die durch Bischof Leo Nowak (1990–2004) überarbeitet und als Revision mit dem 30. Januar 1999 in Kraft gesetzt wurde. Der Eigenkalender des Bistums Magdeburg fügte dem Römischen Generalkalender und jenem der Eigenfeiern des gesamtdeutschen Sprachraumes folgende Feste hinzu:
Abkürzungen: H = Hochfest (Sollemnitas), F = Fest (Festum), g = nicht gebotener Gedenktag (Memoria ad libitum)
- 20. Januar: Hl. Sebastian Märtyrertod Ende des 3. Jh., Patron der Kathedrale des Bistums – in der Kathedrale H, im restlichen Bistum F
- 17. Februar: Hl. Evermod Gefährte des hl. Norbert, verstorben 1178 – g
- 09. März: Hl. Bruno von Querfurt Bischof, Glaubensbote, Märtyrertod 1009 – g
- 14. März: Hl. Mathilde Königin, 968 verstorben – g
- 23. April: Hl. Adalbert von Prag Bischof, Schüler des hl. Adalbert von Magdeburg, Glaubensbote, Patron Europas, Märtyrertod 997 – F
- 05. Mai: Hl. Jutta von Sangerhausen, Ehefrau, Einsiedlerin in Kulmsee, 1260 verstorben – g
- 17. Mai: Jahrestag der Weihe der Kathedrale – in der Kathedrale H, im restlichen Bistum F
- 06. Juni: Hl. Norbert von Xanten, Erzbischof von Magdeburg, Ordensgründer [(Prämonstratenser)], Hauptpatron des Bistums, verstorben 1134 – H
- 12. Juni: Hl. Papst Leo III., verstorben 816 – g
- 20. Juni: Hl. Adalbert von Magdeburg, erster Erzbischof von Magdeburg, verstorben 981 – F
- 23. Juli: Hl. Liborius, Bischof von Le Mans, Patron des Erzbistums Paderborn, verstorben 937 – F (deshalb F Birgitta von Schweden am 24. Juli statt am 23. Juli)
- 16. September: Sel. Mechthild von Magdeburg, Begine, Mystikerin im Kloster Helfta, verstorben 1282 – g
- 22. September: Hl. Mauritius, Märtyrertod Anfang des 4. Jh., Nebenpatron des Bistums – F
- 19. Oktober: Hl. Burchard von Halberstadt, Bischof von Halberstadt, verstorben 1059 – g
- 12. November: Jahrestag der Weihe der Kirchen, die nicht ihren wirklichen Weihetag feiern – H
- 17. November: Hl. Gertrud die Große, Ordensfrau, Mystikerin im Kloster Helfta, verstorben 1302, Nebenpatronin des Bistums – F
- 20. November: Hl. Mechthild von Hackeborn, Ordensfrau, Mystikerin im Kloster Helfta, verstorben 1299 – g
- 16. Dezember: Hl. Adelheid, Kaiserin, Mitbegründerin des Erzbistums Magdeburg, verstorben 999 – g

Nach der am 13. November 2011 erfolgten Seligsprechung des am 13. November 1944 in Halle (Saale) hingerichteten Priesters Carl Lampert entsprach die Kongregation für den Gottesdienst und die Sakramentenordnung mit Datum vom 24. Juli 2014 dessen Aufnahme in den Eigenkalender des Bistums Magdeburg:
- 13. November: Sel. Carl Lampert, Priester, Märtyrertod 1944 – g

## Bistumsgliederung
Zum 31. August 2023 wurden alle Dekanate aufgelöst und an deren Stelle elf Pastoralregionen benannt.
Der weitere Rückgang von Gläubigen und vor allem die der Weltpriester im aktiven Dienst veranlasste Bischof   Gerhard Feige, alle Dekanate des Bistums zum 31. August 2023 aufzulösen. Stattdessen gibt es seit dem 1. September 2023 Pastoralregionen. Die Pastoralregion wird als ein solidarisches und subsidiäres Netzwerk von Seelsorgern verstanden, in dem alle hauptamtlichen Mitarbeiter im pfarrlichen Einsatz mit dem Einsatz in der jeweiligen Pastoralregion beauftragt werden. Gesteuert werden die Pastoralregionen durch eine Regionalkoordination, welche durch zwei Personen gemeinsam wahrgenommen werden soll, wovon eine Person als verantwortlich beauftragt wird und eine als stellvertretend. Die Pastoralregionen sind erst einmal vorläufig in ihrer Zusammensetzung der Pfarreien und haben (zunächst) keine offiziellen Bezeichnungen, so dass die hierfür verwendeten Benennungen lediglich eine geografische Orientierung geben.

### 1. Region Altmark

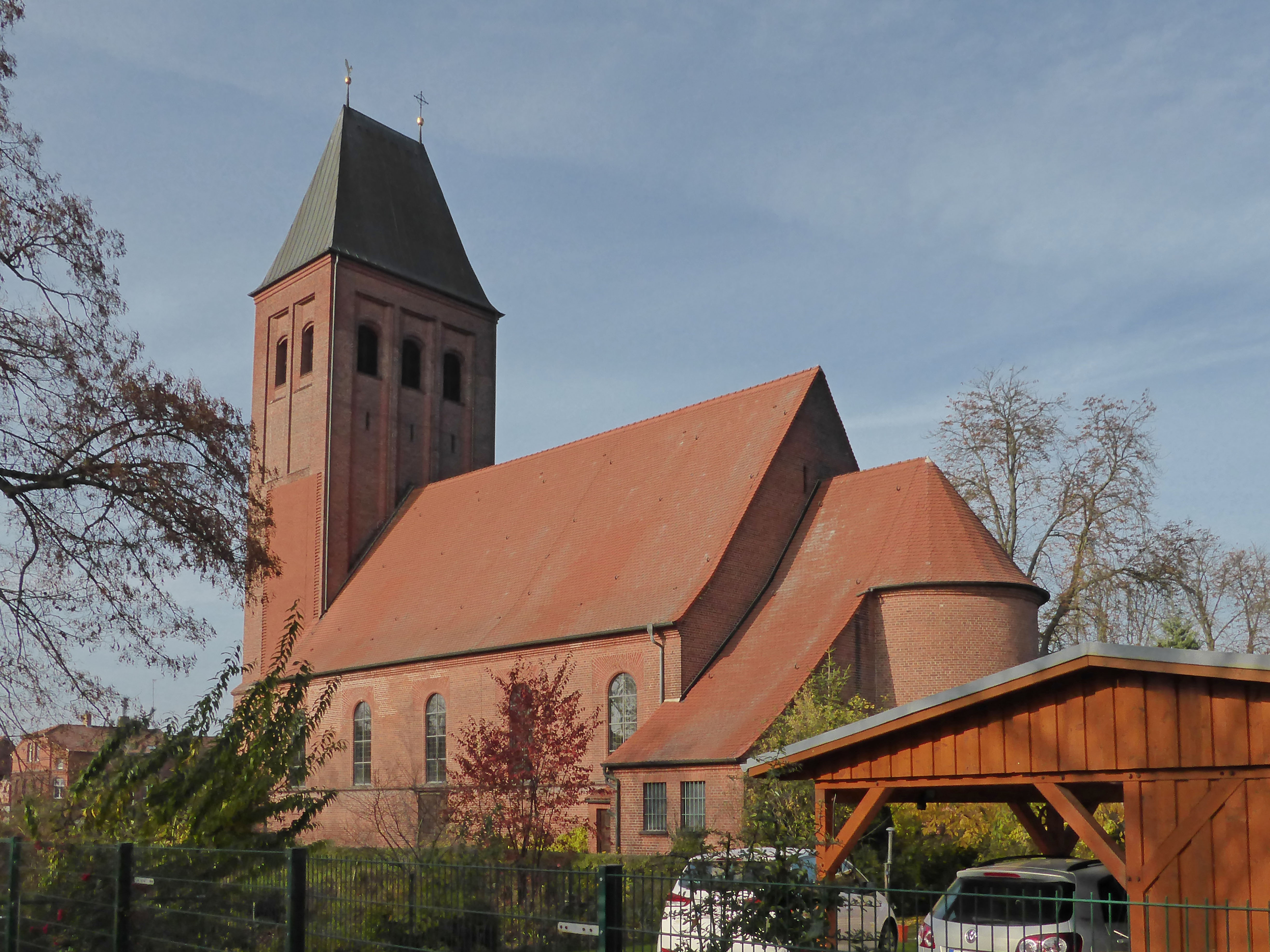
Dreifaltigkeitskirche in Tangermünde

- Pfarrei St. Anna Stendal (Stendal – Osterburg – Sandau – Seehausen – Tangermünde)
- Pfarrei St. Hildegard Gardelegen (Gardelegen – Beetzendorf – Klötze – Mieste – Oebisfelde)
- Pfarrei St. Laurentius Salzwedel (Salzwedel – Arendsee)

### 2. Region Jerichower Land
- Pfarrei St. Johannes der Täufer Burg (Burg – Gommern – Loburg)
- Pfarrei St. Marien Genthin (Genthin – Kirchmöser – Ziesar)

### 3. Region Börde

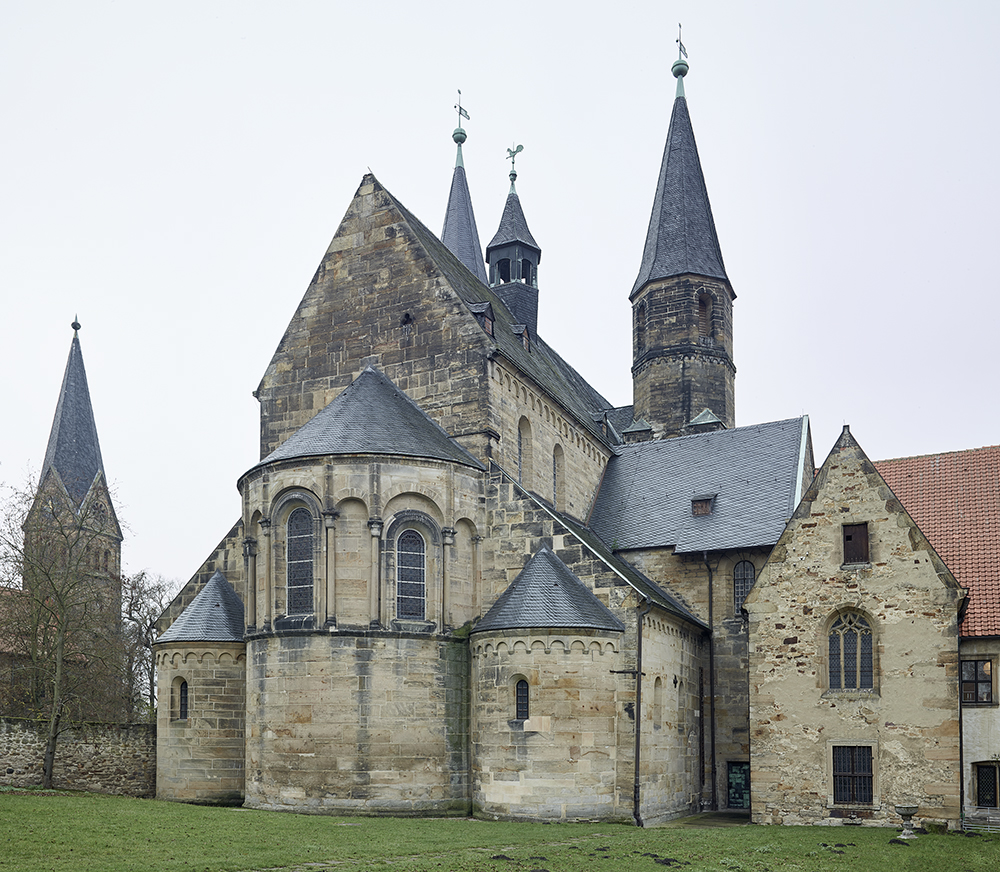
St.-Pankratius-Kirche in Hamersleben

- Pfarrei St. Bonifatius Wanzleben (Wanzleben – Bahrendorf – Langenweddingen – Meyendorf)
- Pfarrei St. Christophorus Haldensleben (Haldensleben – Althaldensleben – Calvörde – Colbitz – Eichenbarleben – Glüsig – Groß Ammensleben – Weferlingen – Wolmirstedt)
- Pfarrei St. Marien Oschersleben (St. Marien – St.-Elisabeth-Kapelle – Eilsleben – Großalsleben – Hadmersleben – Hamersleben – Harbke – Hötensleben – Klein Oschersleben – Ottleben – Schermcke – Sommerschenburg – Völpke)

### 4. Region Magdeburg
- Pfarrei St. Sebastian Magdeburg (Kathedrale – Buckau – Reform – St.-Marienstift-Kapelle)
- Pfarrei St. Johannes Bosco Magdeburg (Neustadt – Neu Olvenstedt – Neustädter Feld – Barleben – Rothensee)
- Pfarrei St. Augustinus Magdeburg (Cracau – St. Petri – Biederitz)
- Pfarrei St. Maria Magdeburg (Ottersleben – Sudenburg)

### 5. Region Harz

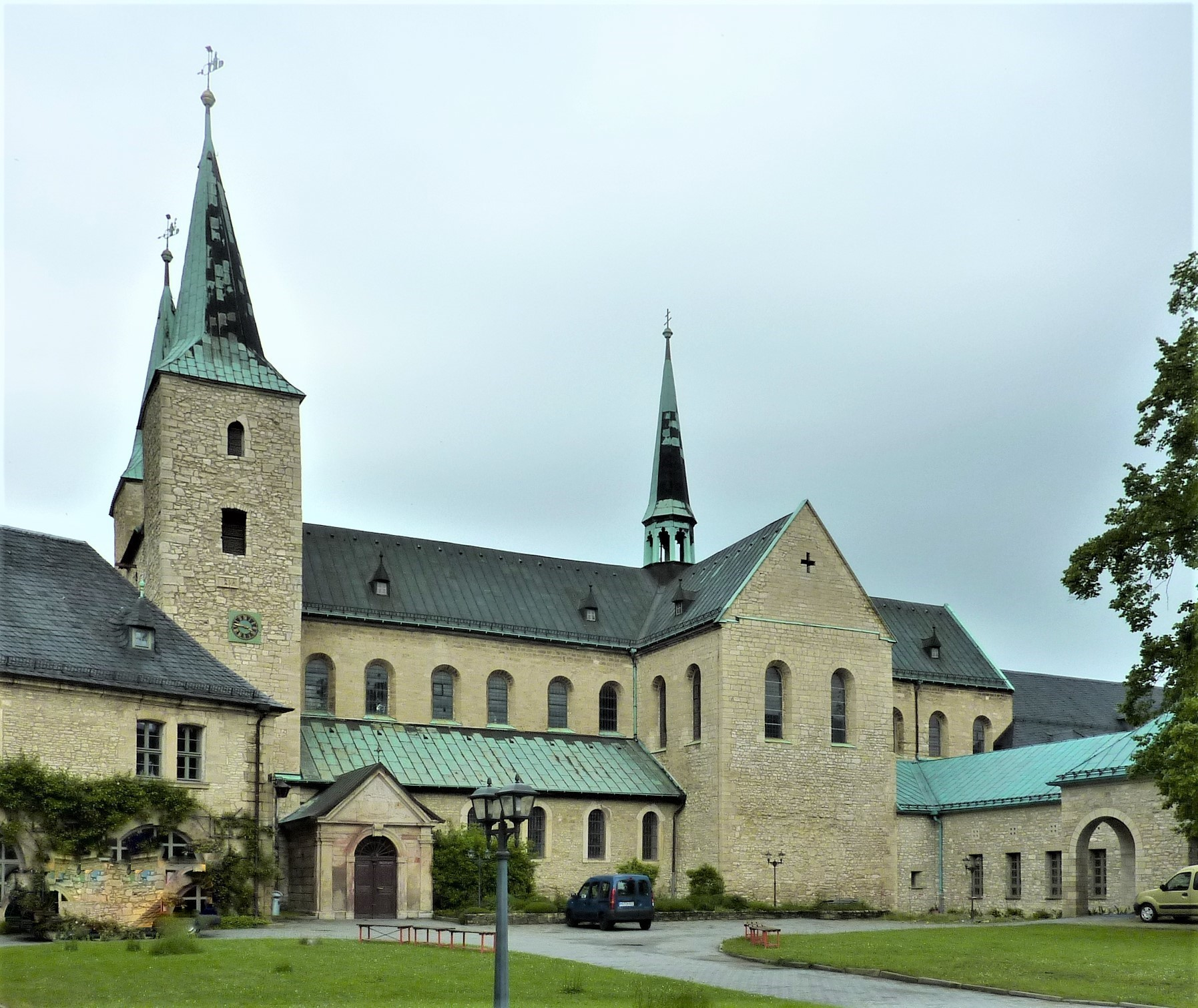
St.-Mariä-Himmelfahrt-Kirche auf der Huysburg

- Pfarrei St. Benedikt Huysburg (Huysburg – Badersleben – Schwanebeck)
- Pfarrei St. Bonifatius Wernigerode (Wernigerode – Elbingerode – Ilsenburg – Osterwieck – Zilly)
- Pfarrei St. Burchard Halberstadt (St. Andreas – St. Katharina und Barbara – Adersleben – Gröningen)
- Pfarrei St. Elisabeth Ballenstedt (Ballenstedt)
- Pfarrei St. Josef Blankenburg (Blankenburg – Hasselfelde)
- Pfarrei St. Mathilde Quedlinburg (St. Mathilde – St. Wiperti – Hedersleben – Thale)

### 6. Region Salzland
- Pfarrei St. Bonifatius Bernburg (Bergstadt – Talstadt – Ilberstedt – Nienburg)
- Pfarrei St. Marien Staßfurt-Egeln (Staßfurt – Egeln – Hecklingen – Westeregeln – Wolmirsleben)
- Pfarrei St. Marien und St. Norbert Schönebeck (Schönebeck – Biere – Calbe)
- Pfarrei St. Michael Aschersleben (Aschersleben – Alsleben – Güsten)

### 7. Region Mansfelder Land

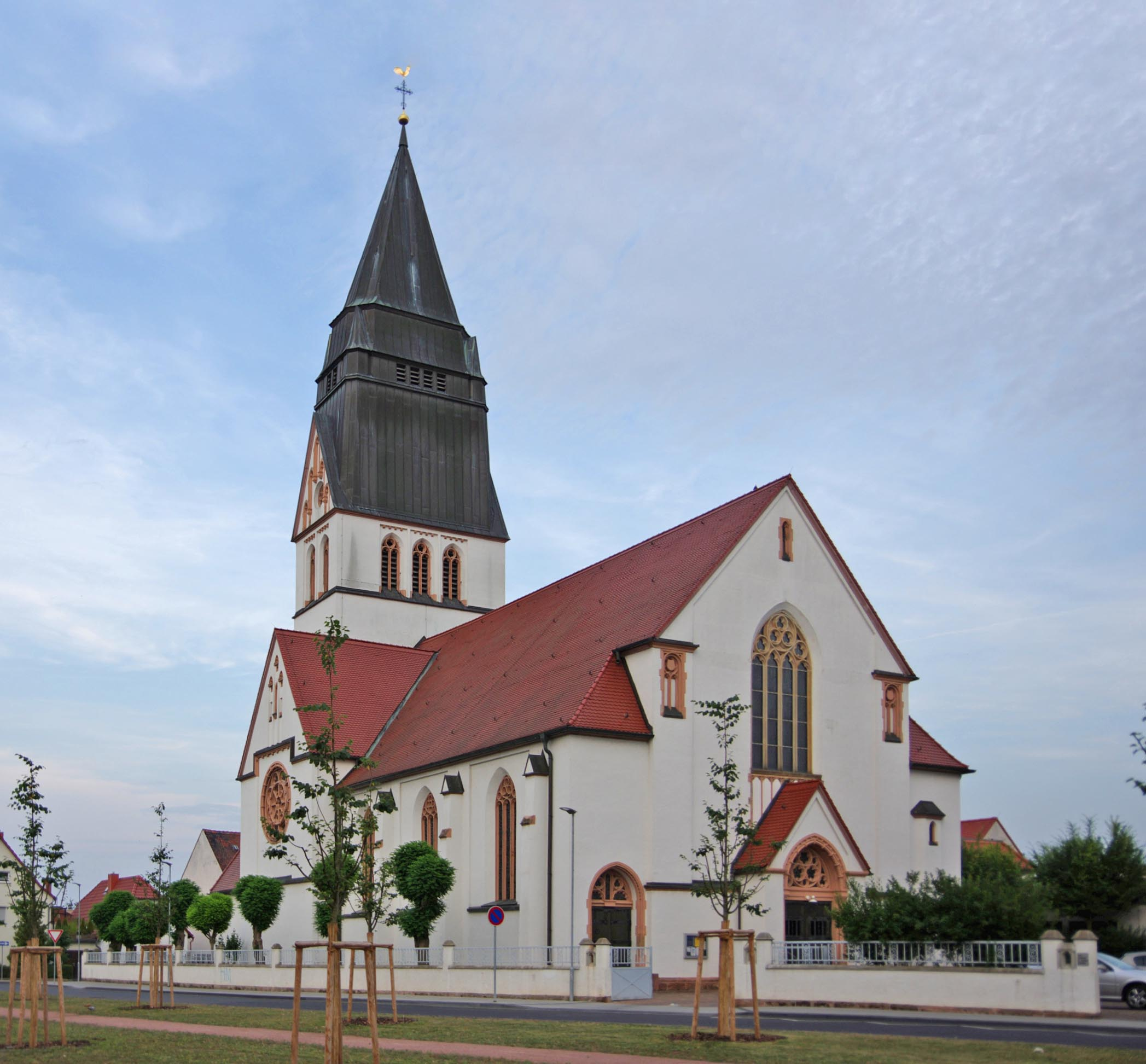
St.-Gertrud-Kirche in Eisleben

- Pfarrei St. Bruno Querfurt (Querfurt – Nebra – Röblingen am See)
- Pfarrei St. Georg Hettstedt (Helbra – Hettstedt – Klostermansfeld)
- Pfarrei St. Gertrud Eisleben (Lutherstadt Eisleben – Helfta – Hergisdorf – Sittichenbach)
- Pfarrei St. Jutta Sangerhausen (Sangerhausen – Allstedt – Roßla – Stolberg)

### 8. Region Halle-Merseburg
- Pfarrei Carl Lampert Halle (Heilig-Kreuz – St. Norbert – Dölau – Löbejün – Ostrau – Wettin – Zappendorf)
- Pfarrei St. Franziskus Halle (Dreieinigkeit – Silberhöhe – Gröbers – Schkeuditz)
- Pfarrei St. Mauritius und St. Elisabeth Halle (St. Franziskus und St. Elisabeth – St. Moritz – Landsberg)
- Pfarrei St. Norbert Merseburg (Merseburg – Bad Dürrenberg – Bad Lauchstädt – Leuna – Neumark)

### 9. Region Burgenlandkreis

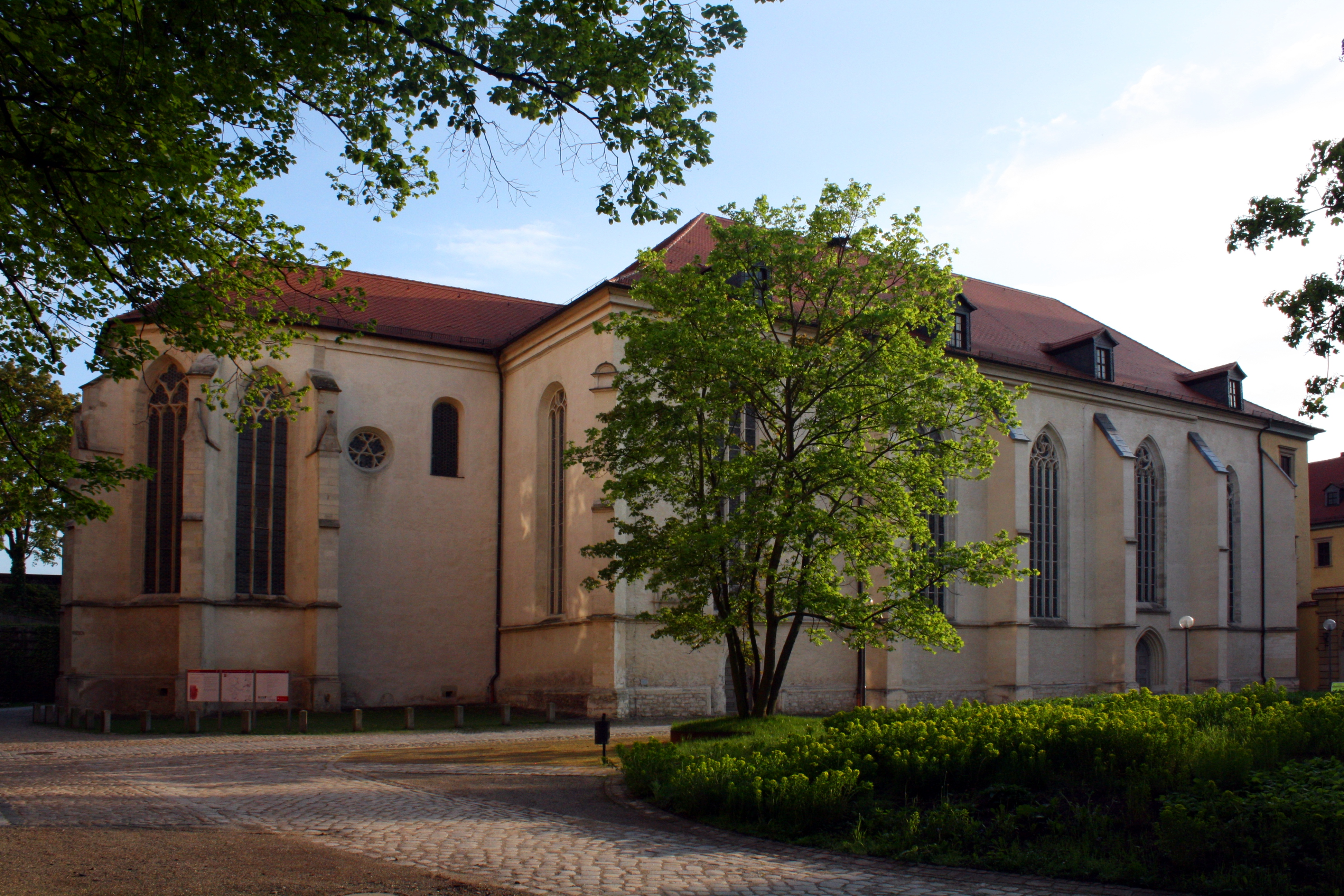
Dom St. Peter und Paul in Zeitz

- Pfarrei St. Elisabeth Weißenfels (Weißenfels – Hohenmölsen – Teuchern)
- Pfarrei St. Peter und Paul Naumburg (Naumburg – Bad Kösen – Eckartsberga – Roßbach)
- Pfarrei St. Peter und Paul Zeitz (Zeitz – Droyßig – Tröglitz)

### 10. Region Elbe-Elster
- Pfarrei Schmerzhafte Mutter Torgau (Torgau – Arzberg – Dommitzsch – Mockrehna)
- Pfarrei St. Franziskus Bad Liebenwerda (Bad Liebenwerda – Falkenberg – Herzberg – Mühlberg – Schlieben)
- Pfarrei St. Hedwig Lauchhammer (Lauchhammer – Elsterwerda – Ortrand)

### 11. Region Dessau

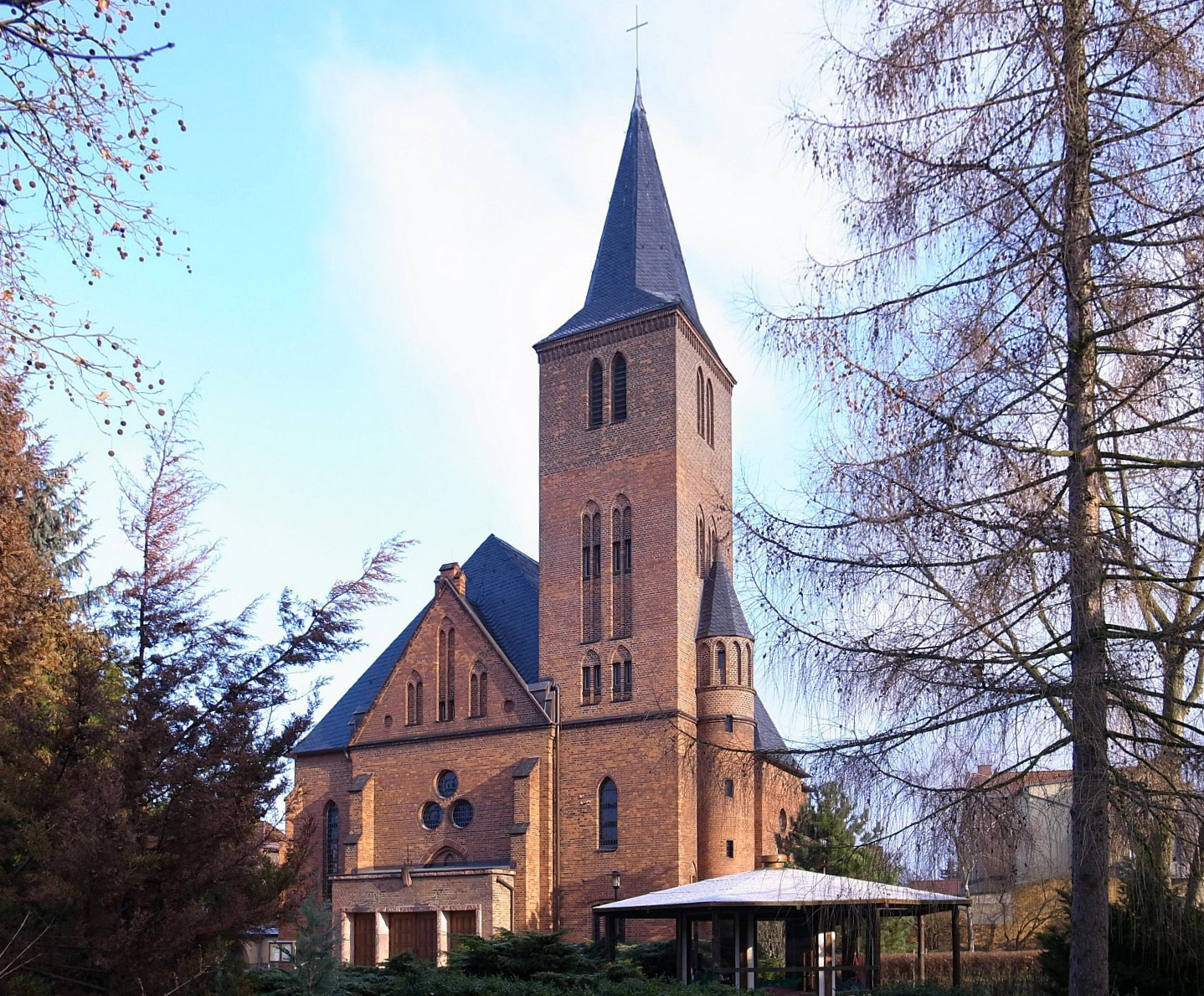
St.-Marien-Kirche in Sandersdorf

- Pfarrei Edith Stein Wolfen-Zörbig (Wolfen – Wolfen-Nord – Raguhn – Zörbig)
- Pfarrei Heilige Familie Bitterfeld (Bitterfeld – Gräfenhainichen – Holzweißig – Roitzsch – Sandersdorf)
- Pfarrei Heilige Familie Roßlau (Roßlau – Coswig – Zerbst)
- Pfarrei St. Klara Delitzsch (Delitzsch – Bad Düben – Eilenburg – Löbnitz – Zwochau)
- Pfarrei St. Maria Wittenberg (Lutherstadt Wittenberg – Bad Schmiedeberg – Jessen – Kemberg – Piesteritz – Pretzsch – Zahna)
- Pfarrei St. Marien Köthen (St. Maria – St. Anna – St.-Elisabeth-Kapelle – Edderitz – Görzig – Osternienburg)
- Pfarrei St. Peter und Paul Dessau (St. Peter und Paul – Dreieinigkeit – Aken – Alten – Oranienbaum)

## Schließungen von Kirchen
Ökonomische Zwänge durch Rückgang der Kirchensteuereinnahmen sowie Priestermangel und Rückgang der Zahl praktizierender Katholiken im Bistum Magdeburg führen dazu, dass einerseits Gemeinden zu größeren Pfarreien zusammengeführt werden, andererseits aber auch Kirchen geschlossen werden. Teilweise werden dann Räumlichkeiten der evangelischen Kirche mitgenutzt.

## Kirchliche Einrichtungen

### Bistumsarchiv
Für die katholische Verwaltungsbehörde des Bischöflichen Amtes Magdeburg wurde erst 1979 in den dortigen Kellerräumen ein Zentralarchiv eingerichtet, welches nach der 1994 erfolgten Gründung des Bistums Magdeburg und nach einer 2002 beendeten räumlichen Erweiterung 2006 in Bistumsarchiv Magdeburg (BAM) umbenannt wurde.
Das heutige Bistumsarchiv beherbergt die Akten der seit 1811 bestandenen Vorgängerbehörden des heutigen Bistums Magdeburg. Da bei der Zerstörung Magdeburgs am 16. Januar 1945 diejenigen Akten, die nicht ausgelagert werden konnten, vernichtet wurden, gliedert sich die Aktenüberlieferung in zwei Abschnitte: Die erste Akteneinheit umfasst die Akten aus den Anfängen des Bischöflichen Kommissariats von 1803 bis ca. 1890; die zweite Akteneinheit beginnt mit dem Ende des Zweiten Weltkriegs.
Neben einem Aktenbestand des Erz-/Bischöflichen Generalvikariats Paderborn, die dort im Bezug zu den Kirchengemeinden des Magdeburger Gebietes von 1823 bis 1943 bzw. von 1945 bis 1968 entstanden, werden im Bistumsarchiv zudem Urkunden, Unterlagen geschlossener kirchlicher Einrichtungen, Nachlässe sowie als Depositum Akten von ausgewählten Pfarreien aufbewahrt.

### Klöster

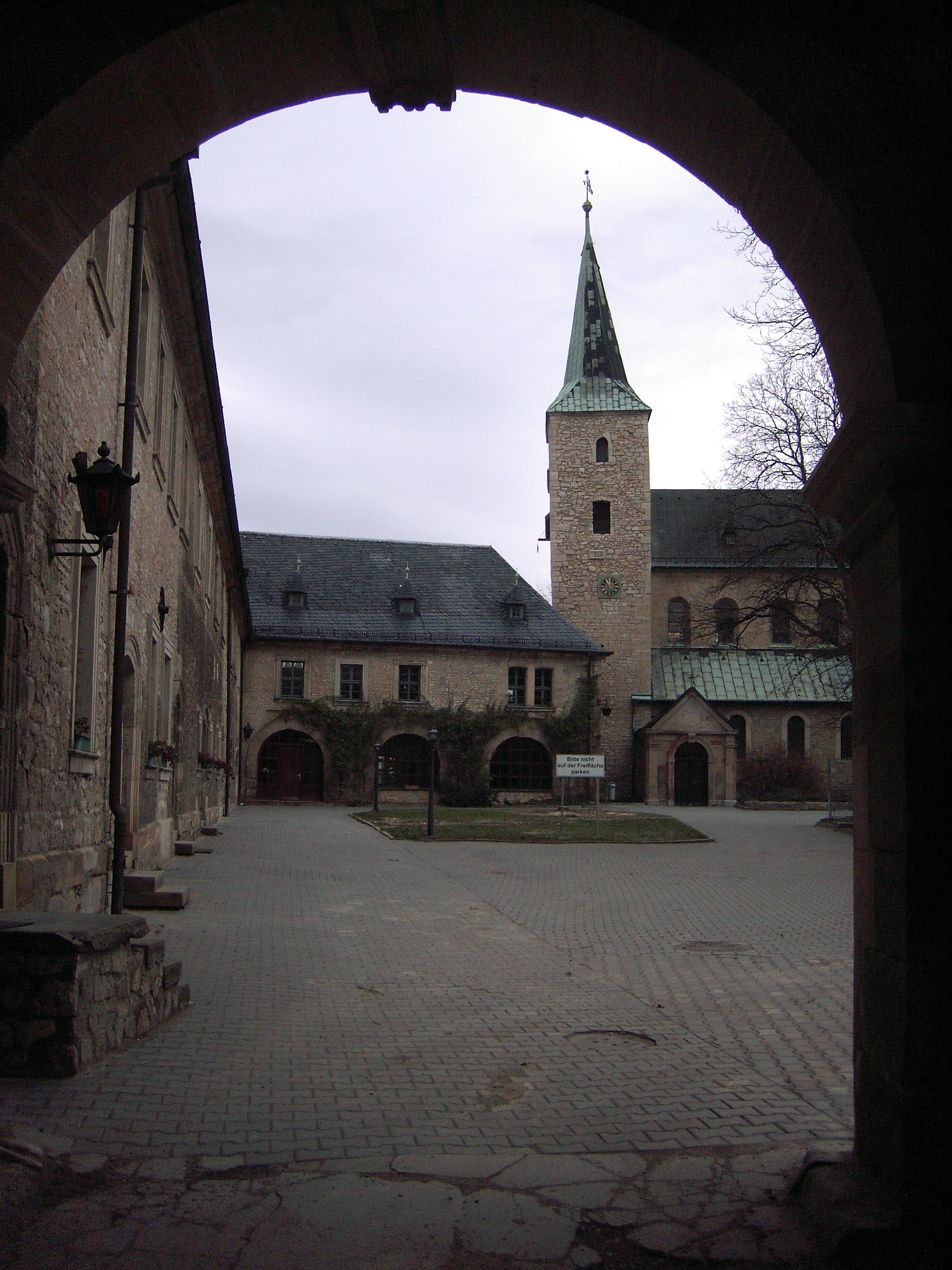
Kloster Huysburg

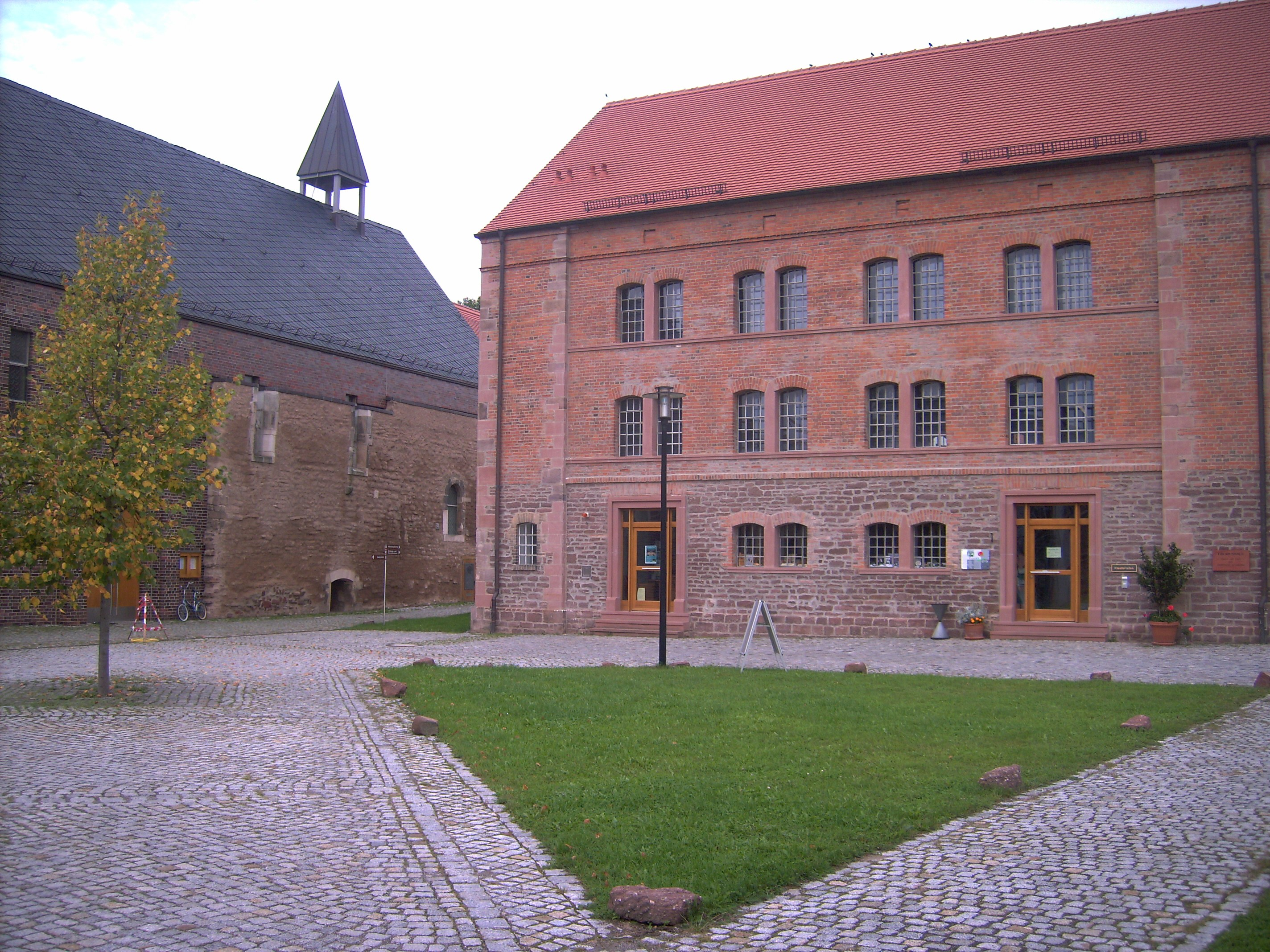
Kloster Helfta

- Benediktinerkloster Huysburg
- Franziskanerkloster Halle
- Prämonstratenserkonvent Magdeburg
- Zisterzienserinnenkloster Helfta

### Bildungs- und Tagungshäuser
- Roncallihaus Magdeburg
- Konrad-Martin-Haus Bad Kösen
- Jugendhaus St. Michael Roßbach
- Familienferienstätte St. Ursula in Kirchmöser
- Familienbildungsstätte Naumburg (Saale)
- Forsthaus Eggerode bei Wienrode im Harz
- Waldhaus Dubro
- Begegnungszentrum Mariapolizentrum Einheit der Fokolarbewegung in Zwochau

### Bildung

#### Schulen
Aufgrund verschiedener Initiativen, die Bischof Leo Nowak (1990–2004) bereits während der Friedlichen Revolution von 1989 darum baten, sich für die Gründung katholischer Schulen einzusetzen, wurden unter dem Leitsatz „Um der Menschen willen“ 1991 je ein katholisches Gymnasium in den drei Großstädten Sachsen-Anhalts Magdeburg, Halle/Saale und Dessau gegründet. Zudem konnten in Magdeburg 1999 eine Grundschule, in Halle/S. 2001 eine Grundschule und 2008 eine Sekundarschule sowie 2003 sowohl in Oschersleben als auch in Haldensleben je eine Grundschule errichtet werden.
Am 1. Januar 2003 wurde die Edith-Stein-Schulstiftung des Bistums Magdeburg von Bischof Leo Nowak als rechtsfähige kirchliche Stiftung des öffentlichen Rechts errichtet. Mit der Errichtung der Stiftung gingen die bislang in der Trägerschaft des Bistums Magdeburg betriebenen Schulen in die Trägerschaft der Schulstiftung über, die ihren Sitz in Magdeburg hat.

##### Grundschulen
- St. Hildegard, Haldensleben
- St. Franziskus, Halle (Saale)
- St. Martin, Oschersleben
- St. Mechthild, Magdeburg

##### Sekundarschulen
- St. Mauritius, Halle (Saale)

##### Gymnasien
- Liborius-Gymnasium, Dessau-Roßlau
- Elisabeth-Gymnasium, Halle (Saale)
- Nobertus-Gymnasium, Magdeburg

#### Katholische Theologie
- Institut für Katholische Theologie und ihre Didaktik, Philosophische Fakultät der Martin-Luther-Universität Halle-Wittenberg
- Katholisch-Theologische Fakultät der Universität Erfurt (bis 2002 Mitträger)
- Priesterseminar Erfurt (Mitträger)

#### Erwachsenenbildung
- KEB Magdeburg
- KEB Halle

#### Gemeindepastoral
- Fachakademie für Gemeindepastoral

#### Akademie
Katholische Akademie Magdeburg

### Kircheneigene Unternehmen
Die bistumseigene Gero AG, Magdeburg wurde am 21. Juni 1993 gegründet und firmiert als Muttergesellschaft der Gero-Gruppe (Bistum Magdeburg: 100 % Aktionär, Gründung Oktober 2002) mit drei Tochterfirmen: Siedlungswerk St. Gertrud Bau- und Projektmanagement GmbH, Siedlungswerk St. Gertrud Wohn- und Immobilienservice GmbH, Gero-Beteiligungsgesellschaft. Aufgrund von massiven finanziellen Verlusten durch Fehlinvestitionen der Gero AG wird das Unternehmen derzeit abgewickelt.

### Sonstiges
Die Stiftung netzwerk leben bietet Beratung und Hilfe für schwangere Frauen und Mütter an.
Die Alexianer betreiben in Dessau-Roßlau das St.-Joseph-Krankenhaus zur Behandlung von psychischen Erkrankungen mit einer eigenen, 2019 eingerichteten Hauskapelle. Das Krankenhaus St. Elisabeth und St. Barbara in Halle (Saale) wurde von der Kongregation der Schwestern von der hl. Elisabeth gegründet.

### Ehemalige Ausbildungsstätten im Gebiet des heutigen Bistums Magdeburg

#### Seelsorgehelferinnenseminar St. Gertrud – Seminar für Gemeindepastoral
Am 20. Oktober 1948 wurde in Magdeburg das Seelsorgehelferinnenseminar St. Gertrud als Ausbildungsstätte für die gesamte Diaspora der Sowjetischen Besatzungszone in Trägerschaft des Erzbistums Paderborn mit tatkräftiger Unterstützung des Bonifatiusvereins eingerichtet. Es hatte zunächst seinen Sitz in der Oststraße 18 und zog 1976 in einen Neubau nahe dem katholischen Marienstift-Krankenhaus, dem Neustädter Bierweg 9. In einer zwei- bzw. dreijährigen Ausbildung erhielten die Seelsorgehelferinnen so die Befähigung für die Hilfe in der Seelsorgearbeit der Priester, soweit diese durch Laien, insbesondere durch Frauen, geschehen kann.
Die neuen politischen Möglichkeiten der Deutschen Wiedervereinigung von 1990 brachten weitreichende Veränderungen in dieser kirchlichen Ausbildungsstätte mit sich: Zum Unterrichtsjahr 1990/1991 wurden nicht nur männliche Studierende zugelassen, womit nicht nur eine Änderung der Berufsbezeichnung von Seelsorgehelferin zur nunmehr Gemeindereferentin einherging bzw. sich auf Gemeindereferent erweiterte, sondern wurde die Bildungsanstalt in Seminar für Gemeindepastoral – St. Gertrud umbenannt.
Weil eine langfristige positive Trendwende bei den Berufungen zur Gemeindereferentin/zum Gemeindereferenten nicht abzusehen war, reihte sich das Magdeburger Seminar schließlich in das deutschlandweite Massensterben dieser Ausbildungsform ein. Zum 31. Juli 2003 erfolgte das Dekret über die Schließung dieses Seminars. Letztendlich erhielten hier in 55 Jahren gut 500 Gemeindereferenten ihre Ausbildung.

#### Knabenkonvikt Sebastianeum
Im April 1949 erwarb die katholische Kirche eine Gründerzeitvilla in der Sieverstorstraße 51 in Magdeburg zwecks eines zu errichtenden Knabenkonvikts. Das Sebastianeum genannte Knabenkonvikt nahm ab Oktober 1949 Jungen im Alter von 14 und 18 Jahren auf, die die ernste Absicht hatten, Theologie mit dem Ziel zum Priesterberuf zu studieren, um diese von dort aus die Magdeburger Oberschulen, die noch über einen altsprachlichem Zweig verfügten, von der 9.-12. Klasse besuchen zu lassen. Das Konvikt, welches 1952 aus der Sieverstorstraße in die Porsestraße 6 umzog, wurde schon bald, am 31. August 1958, aufgehoben, nachdem die staatliche Behörde Rat des Bezirks Magdeburg es bereits ab Mai 1956 nicht mehr gestattet hatte, dass kreisfremde Schüler die Magdeburger Oberschule besuchten. In knapp 10 Jahren dürften hier um die 65 Jungen dieses Konvikt besucht haben. – Bis zur Rückübertragung des Grundstückes im Jahre 1994 wurde die Porsestraße zunächst genutzt als Bildungshaus des Magdeburger Seelsorgeamtes sowie als Sitz der Katholischen Studentengemeinde und schließlich als Schwesternhaus der Schönstattbewegung, um dort u. a. auch Kindergarten-Aspirantinnen auszubilden.

#### Priesterseminar Huysburg
Aufgrund der seitens staatlicher Behörden zunehmend verweigerten Zuzugsgenehmigungen neugeweihter Priester in die DDR wurde 1951 auf der Huysburg bei Halberstadt ein Priesterseminar als Zweigseminar des Paderborner Priesterseminars eingerichtet. Es konnte jedoch erst mit dem zum 11. Mai 1952 genehmigten und durchgeführten Zuzug von Seminaristen aus dem Paderborner Priesterseminar eröffnet werden. Die auch weiterhin als Priesterseminar bezeichnete Einrichtung etablierte sich als sogenanntes Pastoralseminar für die Vorbereitung von Alumnen zur Priesterweihe, ab 1975 auch für die Vorbereitung von verheirateten Männern zum Ständigen Diakon. Neben den zumeist Magdeburgern erhielten bis 1984 auch die Schweriner Kandidaten dort ihre Ausbildung.
Der von der Berliner Bischofskonferenz gegen den Willen des Magdeburger Bischofs Johannes Braun bereits am 5./6. Dezember 1983 gefasste Beschluss, die Priesterausbildung in Ostdeutschland zu vereinheitlichen, führte nach der Deutschen Wiedervereinigung 1990 zum Ende des Huysburger Priesterseminars. Nach der am 27. Juni 1992 in Magdeburg erfolgten Weihe der letzten Huysburger Alumnen zu Priestern, wurde es als solches geschlossen. Das Huysburger Weiheverzeichnis führt exakt 350 Namen auf, die dort ihre pastorale Ausbildung erhielten.

#### Proseminar Sprachenkurs Halle
Um möglichen Theologiestudenten, die bereits über die Reifeprüfung aber nicht über die für das Theologiestudium nötigen Sprachenkenntnisse in Griechisch und Latein verfügten, den Start des Studiums zu erleichtern bzw. erst zu ermöglichen, fand in Magdeburg 1951 ein sprachlicher Vorkurs für das Theologiestudium statt. Diese Vorkurse wurden ab 1952 in Halle/Saale als einjährige Sprachenkurse in Konviktform abgehalten. Untergebracht war der Kurs zunächst in den Räumlichkeiten der dortigen Caritas in der August-Bebel-Straße 40, ab 1957 im Haus Mühlweg 18, zusammen mit der dort ebenfalls untergekommenen Katholischen Studentengemeinde. Aufgrund sinkender Anmeldezahlen fasste die Berliner Ordinarienkonferenz Anfang Dezember 1971 den Beschluss einer generellen Neuregelung der Vorseminare in der DDR. Die Schüler des vom Bistum Berlin betriebenen Knabenkonvikts in Schöneiche bei Berlin wurden an das Magdeburger Spätberufenenseminar „Norbertuswerk“ überwiesen und der Sprachenkurs in Halle/Saale nach Schöneiche verlegt, wo der neue Kurs ab Herbst 1972 begann. Während des Bestehens in Halle erlernten hier insgesamt 460 junge Männer ihre alten Sprachen. – Nach der Deutschen Wiedervereinigung wurde der Sprachenkurs Schöneiche 1990 dem Kolleg Norbertinum angegliedert.

#### Spätberufenenseminar Norbertuswerk – Kolleg Norbertinum
Auch jungen Männern, die keine Hochschulreife an einer Oberschule ablegen bzw. erhalten konnten und/oder bereits einen Beruf erlernt hatten, sollte die Möglichkeit gegeben werden, Priester werden zu können. In der Magdeburger Sieverstorstraße 51 wurde daher, unter Verlegung des bereits dort bestehenden Knabenkonvikts Sebastianeum, Anfang des Jahres 1952 das sogenannte Spätberufenenseminar Norbertuswerk eingerichtet. In einer zunächst vier Jahre und ab 1968 drei Jahre währenden Schulzeit erlangten die Seminaristen auf Grundlage der Preußischen Schulordnung von 1923 in ihren Revisionen von 1951 und 1955 ihr Humanistisches Abitur mit den Altsprachen Griechisch und Latein, welches aufgrund der DDR-Verhältnisse, da die staatlichen Behörden diesen Abschluss nicht anerkannten, allein zur Priesterausbildung mit seinem Studium am „Philosophisch-Theologischen Studium Erfurt“ berechtigte.
Mit der Deutschen Wiedervereinigung öffnete sich das Norbertuswerk unter Umbildung in Kolleg Norbertinum nicht nur für männliche Nicht-Priesteramtskandidaten, sondern auch für junge Frauen, die hier nunmehr auf dem sogenannten 2. Bildungsweg ihre Abiturreife erwerben konnten. Darüber hinaus wurde dem Norbertinum der einjährige Sprachenkurs aus Schöneiche eingegliedert.
Das Konzept der Öffnung und Ergänzung ging nicht auf. Die angestrebten Aufnahmezahlen konnten, von wenigen Ausnahmen abgesehen, regelmäßig nicht erreicht werden. Das Kolleg und der dort angegliederte Sprachenkurs wurden daher zum 10. Juli 1999 geschlossen. In den 38 Jahrgängen von 1952 bis 1988/1989 hatten im Norbertuswerk 1009 junge Männer ihre Ausbildung begonnen, von denen 664 das Abitur ablegten. Vom Schuljahr 1989/1990 bis zum Schuljahr 1998/1999 durchliefen dann noch einmal 213 Schülerinnen und Schüler das Norbertinum, von denen 167 das Abitur erfolgreich bestanden.

#### FürsorgerInnenseminar St. Mathilde – Berufsfachschule Sozialpflege St. Mathilde
Mit dem Berliner Mauerbau am 13. August 1961 war der Weg aus dem Osten Deutschlands zu der in West-Berlin gelegenen Wohlfahrtsschule des Katholischen Deutschen Frauenbundes endgültig versperrt, wo sich zunächst junge Frauen zu Fürsorgerinnen und ab 1948 auch junge Männer zu Fürsorgern ausbilden lassen konnten. Schon am 3./4. November 1960 von der Berliner Ordinarienkonferenz beschlossen und geplant, nunmehr aber akut geworden, wurde daher in der Klausenerstraße 47 in Magdeburg, im dortigen Caritasheim St. Mathilde, das Seminar für den kirchlich-caritativen Dienst eingerichtet. Der planmäßig am 24. November 1961 begonnene Kurs bildete in einem zweijährigen und nur alle zwei Jahre beginnenden Lehrgang zunächst Mädchen und Frauen – ab Herbst 1972 dann auch junge Männer – für den hauptamtlichen Dienst als Caritasfürsorgerinnen, späterhin Fürsorgerin/Fürsorger, aus.
Die Deutsche Wiedervereinigung 1990 machte die DDR-weit einzige, rein kirchliche Ausbildung für Fürsorgerinnen/Fürsorger überflüssig. Das Seminar für den kirchlich-caritativen Dienst – St. Mathilde ging in die noch von der Berliner Bischofskonferenz beschlossene Gründung einer Katholischen Fachhochschule über, welche zum Wintersemester 1991/1992 den Ausbildungsbetrieb als Katholische Fachhochschule für Sozialarbeit/Sozialpädagogik und Heilpädagogik aufnahm und seit 1. Januar 2003 als Katholische Hochschule für Sozialwesen – Berlin firmiert. Im Magdeburger Fürsorger-Seminar erhielten in all den Jahren 203 Absolventinnen/Absolventen ihre Ausbildung.
In der durch den Umzug des FürsorgerInnenseminars nach Berlin frei gewordenen Klausenerstraße eröffnete der Caritasverband für das Bischöfliche Amt Magdeburg e. V. am 8. September 1991 die katholische Vorschule für soziale Berufe in Sachsen-Anhalt mit Wohnheim. Damit sollten junge Leute die Chance erhalten, sich nach dem Erlangen der mittleren Reife in einem einjährigen Schuljahr auf eine Ausbildung in sozialpädagogischen, sozialpflegerischen, ernährungs- und hauswirtschaftlichen Berufen vorzubereiten. Ohne rechtliche Anerkennung seitens des Landes Sachsen-Anhalt begonnen, erhielt die Einrichtung – unter Änderung ihres Ausbildungskonzeptes und der Unterstellung unter die Hauptabteilung Schule/Erziehung im Bischöflichen Amt Magdeburg – mit dem ab 16. Juni 1992 kontinuierlich begonnenen Schulbetrieb zunächst eine vorläufige und ab 4. März 1994 eine endgültige Genehmigung. Unter der Bezeichnung Staatlich anerkannte Ersatzschule des Bistums Magdeburg – Berufsfachschule Sozialpflege erhielt sie schließlich mit Wirkung vom 1. August 1996 ihre endgültige staatliche Anerkennung. Sie bereitete die Schülerinnen und Schüler auf sozialpflegerische und sozialpädagogische Berufe vor und ermöglichte ihnen bei bestandenem Abschluss entweder den Zugang zu einer Ausbildung in Kinder-/ Kranken-/ Altenpflege oder die Aufnahme in die Fachschule für Sozialpädagogik. Zum 1. Juni 1996 zog die Berufsfachschule in die Räumlichkeiten der Karl-Schmidt-Straße 5c bei der Pfarrkirche St. Norbert in Magdeburg-Buckau; die Klausenerstraße diente nunmehr allein als Wohnheim-Angebot. Konnte die Berufsfachschule anlässlich ihres zehnjährigen Bestehens im August 2001 auf rund 400 junge Frauen und Männer verweisen, die die Ausbildung bis dahin durchlaufen hatten, musste sie zum Ende des Schuljahres 2001/2002 vor allem wegen der sich ab 2002 verändernden Situation der Schulabschlüsse für das Land Sachsen-Anhalt, hauptsächlich dem Wegfall eines Hauptschulabschlusses, seitens der Verantwortlichen und Träger dieser Berufsfachschule geschlossen werden.

## Verbände
Folgende katholische Verbände sind im Bistum Magdeburg aktiv:
- Bonifatiuswerk im Bistum Magdeburg
- Bund der Deutschen Katholischen Jugend (BDKJ)
- Bund Katholischer Unternehmer e. V. (BKU)
- Cäcilienverband im Bistum Magdeburg
- Cartellverband der katholischen deutschen Studentenverbindungen (CV)
- Deutscher Katechetenverein (DKV)
- Deutsche Pfadfinderschaft Sankt Georg (DPSG)
- Du und Ich – Mütter- und Familienkontakte e. V.
- Familienbund im Bistum Magdeburg und im Land Sachsen-Anhalt e. V.
- Fokolarbewegung
- Katholisches Blindenwerk Ost e. V.
- Katholische Frauengemeinschaft Deutschlands (kfd)
- Katholische Junge Gemeinde (KjG) Diözesanverband Magdeburg
- Katholische Studierende Jugend (KSJ)
- Kolpingwerk im Bistum Magdeburg
- Kolpingjugend im Bistum Magdeburg
- Malteser Hilfsdienst e. V. (seit 1992)[20]
- Malteser Jugend des Malteser Hilfsdienst e. V.
- Worldwide Marriage Encounter

Der Diözesanverband Magdeburg der Katholischen Arbeitnehmer-Bewegung (KAB) und die letzten beiden KAB-Ortsverbände im Bistum Magdeburg wurden zum 31. Dezember 2019 aufgelöst, im Bistum Magdeburg wohnende KAB-Mitglieder werden seitdem durch die Bundeszentrale der KAB betreut.

## Partnerschaft
Das Bistum Magdeburg unterhält eine Partnerschaft mit dem Bistum Kaišiadorys (Litauen).